# Primer bienio de la Segunda República española

Bandera de la Segunda República Española.

El primer bienio de la Segunda República española constituye la primera etapa de la Segunda República, entre su proclamación el 14 de abril de 1931 y la celebración de las elecciones generales de noviembre de 1933, que dieron paso al segundo bienio.
Sin embargo, hay historiadores que el término «primer bienio», al que denominan también bienio social-azañista, bienio reformista o bienio transformador, lo restringen al periodo de gobierno de la coalición de los republicanos de izquierdas con los socialistas encabezada por Manuel Azaña, que se inició el 15 de diciembre de 1931 —fecha de la formación del segundo gobierno de Azaña, tras rechazar el Partido Republicano Radical su participación en el mismo por estar en desacuerdo con la continuidad de los socialistas— y que terminó en septiembre de 1933. Durante ese tiempo, «la hora de las izquierdas», se profundizaron y radicalizaron las reformas iniciadas durante el periodo constituyente (abril-diciembre de 1931) con el propósito de modernizar la realidad económica, social, política y cultural españolas.
También hay historiadores que sitúan el inicio del primer bienio, en sentido restringido, en octubre de 1931, cuando Azaña pasa a ocupar la presidencia del Gobierno Provisional tras la dimisión de Niceto Alcalá-Zamora, por estar en desacuerdo con la redacción final que se había dado al artículo 26 de la Constitución que trata la cuestión religiosa. El primer bienio así delimitado coincidiría con la «etapa de Azaña» o el «Gobierno Azaña».

## Periodo constituyente (abril-diciembre de 1931)

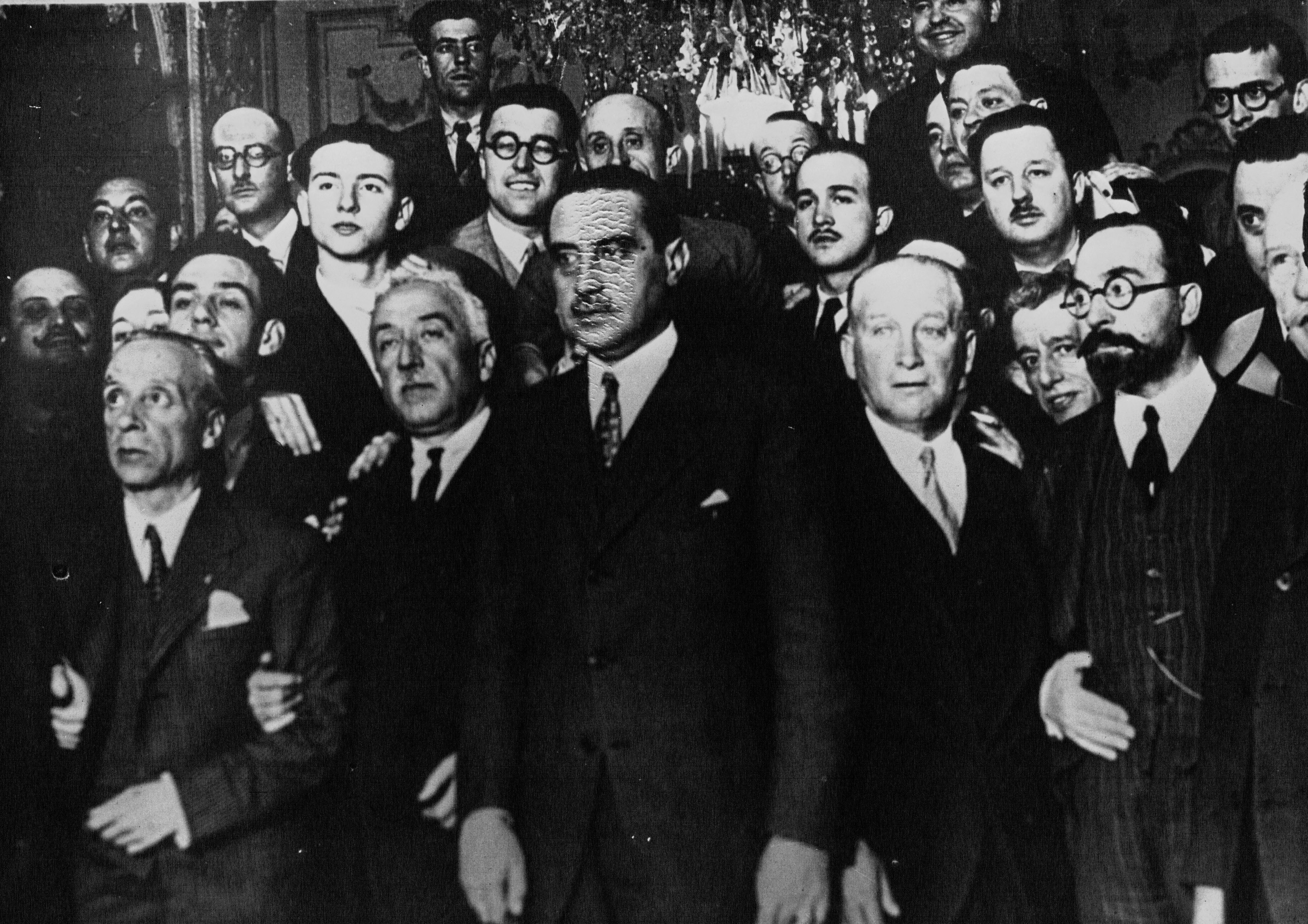
Miembros del gobierno provisional de la Segunda República; de izquierda a derecha: Álvaro Albornoz, Niceto Alcalá-Zamora, Miguel Maura, Francisco Largo Caballero, Fernando de los Ríos y Alejandro Lerroux.

El Gobierno Provisional de la Segunda República Española ostentó el poder político en España desde la caída de la Monarquía de Alfonso XIII hasta la formación del primer gobierno ordinario el 15 de diciembre, seis días después de la aprobación de la nueva Constitución de 1931. Hasta el 15 de octubre de 1931 el gobierno provisional estuvo presidido por Niceto Alcalá-Zamora, y tras la dimisión de este a causa de la redacción que se había dado al artículo 26 de la Constitución que trataba la cuestión religiosa, le sucedió Manuel Azaña al frente del gobierno.
Al día siguiente de su formación, la Gaceta de Madrid publicó un decreto fijando el Estatuto jurídico del Gobierno Provisional que fue la norma legal por la que se rigió el Gobierno Provisional hasta la aprobación de la nueva Constitución y en el que se autoproclamó como «Gobierno de plenos poderes». En dicho estatuto el reconocimiento de los derechos y libertades fue acompañado de la posibilidad de su suspensión por parte del gobierno, sin intervención judicial, «si la salud de la República, a juicio del Gobierno, lo reclama». Esta política contradictoria de la República respecto del orden público culminó con la aprobación por las Cortes Constituyentes de la Ley de Defensa de la República de 21 de octubre de 1931. Esta ley, que estuvo vigente hasta agosto de 1933, dotó al Gobierno Provisional de un instrumento de excepción al margen de los tribunales de justicia para actuar contra los que cometieran «actos de agresión contra la República».

### La «cuestión regional»

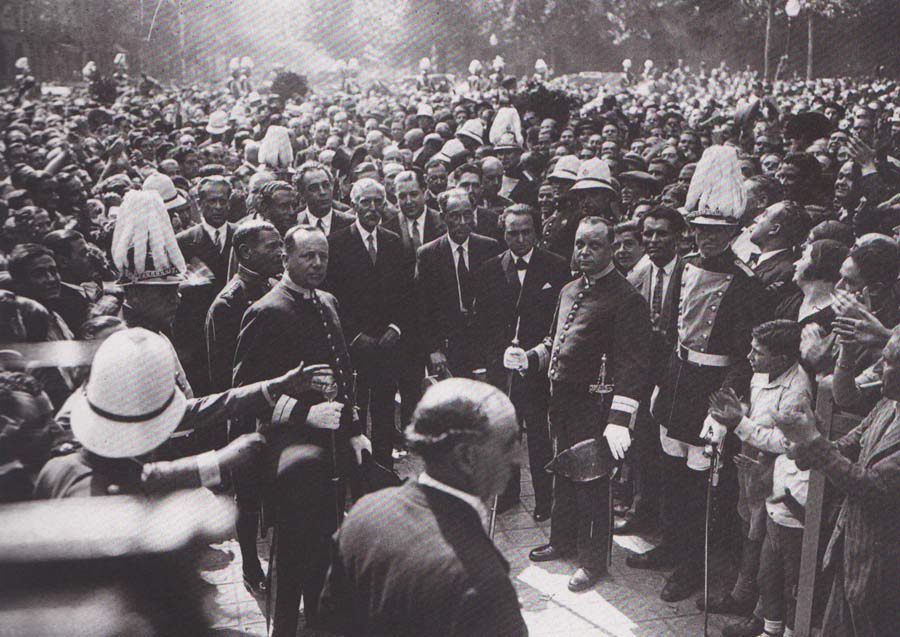
Acto de homenaje a Rafael Casanova en 1931 presidido por Francesc Macià, presidente de la Generalidad de Cataluña.

El problema más inmediato que tuvo que afrontar el Gobierno Provisional fue la proclamación de la «República Catalana» hecha por Francesc Macià en Barcelona el mismo día 14 de abril. Tres días después, tres ministros del Gobierno Provisional se entrevistaban en Barcelona con Francesc Macià, alcanzando un acuerdo por el que Esquerra Republicana de Cataluña renunciaba a la «República Catalana» a cambio del compromiso del Gobierno Provisional de que presentaría en las futuras Cortes Constituyentes el Estatuto de Autonomía «aprobado por la Asamblea de Ayuntamientos catalanes». Por otro lado se reconocía al gobierno catalán pero este dejaría de llamarse Consejo de Gobierno de la República Catalana para tomar el nombre de Gobierno de la Generalidad de Cataluña, recuperando así «el nombre de gloriosa tradición» de la centenaria institución del Principado que fue abolida por Felipe V en los decretos de Nueva Planta de 1714.
El proyecto de estatuto para Cataluña, llamado Estatuto de Nuria, fue refrendado el 3 de agosto por el pueblo de Cataluña por una abrumadora mayoría, pero respondía a un modelo federal de Estado y rebasaba en cuanto a denominación y en cuanto a competencias lo que se había aprobado en la Constitución de 1931 —ya que el «Estado integral» respondía a una concepción unitaria, no federal—, aunque condicionó los debates parlamentarios.
En el caso del País Vasconavarro, el proceso para conseguir un Estatuto de Autonomía se inició casi al mismo tiempo que el de Cataluña. Una asamblea de los ayuntamientos vasconavarros reunidos en Estella el 14 de junio aprobaron un Estatuto que se basaba en el restablecimiento de los fueros vascos abolidos por la ley de 1839, junto con la Ley de Amejoramiento del Fuero de 1841. El Estatuto de Estella fue presentado el 22 de septiembre de 1931 a las Cortes Constituyentes pero no fue tomado en consideración porque el proyecto se situaba claramente al margen de Constitución que se estaba aprobando, entre otras cosas, por su concepción federalista y por la declaración de confesionalidad del «Estado vasco».

### La «cuestión religiosa»
Las primeras decisiones del Gobierno Provisional sobre la secularización del Estado fueron muy moderadas. En el artículo 3.º del Estatuto jurídico del Gobierno Provisional se proclamó la libertad de cultos y en las tres semanas siguientes el Gobierno aprobó algunas medidas secularizadoras, como el decreto de 6 de mayo declarando voluntaria la enseñanza religiosa. Tanto el nuncio Federico Tedeschini como el cardenal arzobispo de Tarragona Francisco Vidal y Barraquer mantuvieron una actitud conciliadora, pero un sector numeroso del episcopado no estaba dispuesto a transigir con la República, a la que consideraban una desgracia. La cabeza visible de este grupo era el cardenal primado y arzobispo de Toledo Pedro Segura, quien el 1 de mayo hizo pública una pastoral en la que, tras abordar la situación española en un tono catastrofista, hacía un agradecido elogio de la monarquía y del destronado monarca Alfonso XIII, «quien, a lo largo de su reinado, supo conservar la antigua tradición de fe y piedad de sus mayores». La prensa y los partidos republicanos interpretaron la pastoral como una especie de declaración de guerra a la República, y el Gobierno Provisional presentó una nota de «serena y enérgica» protesta al Nuncio y pidió que Segura fuera apartado de su cargo.

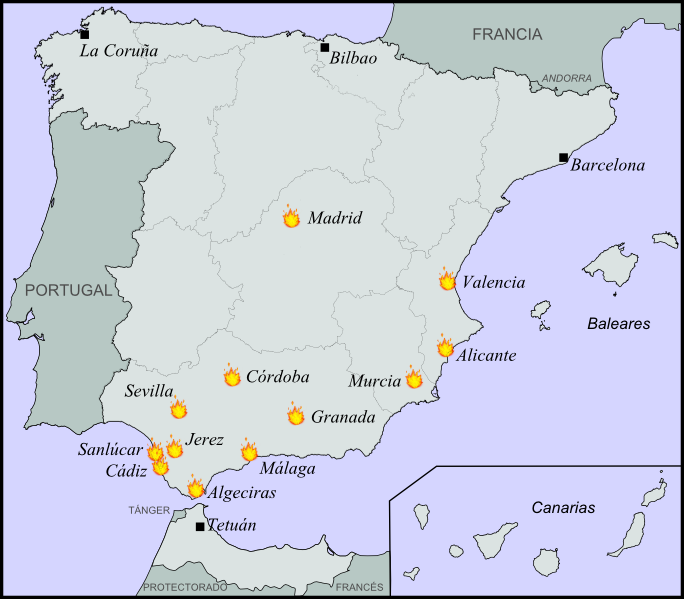
Ciudades en las que se produjo la quema de conventos durante 1931.

Diez días después se produjeron los sucesos conocidos como la quema de conventos, cuyo detonante fueron los incidentes producidos el domingo 10 de mayo con motivo de la inauguración en Madrid del Círculo Monárquico Independiente, y durante los cuales corrió el rumor por la ciudad de que un taxista republicano había sido asesinado por unos monárquicos. Una multitud se congregó entonces ante la sede del diario monárquico ABC, donde tuvo que intervenir la Guardia Civil, que disparó contra los que intentaban asaltar y quemar el edificio causando varios heridos y dos muertos, uno de ellos un niño. A primeras horas del día siguiente, lunes 11 de mayo, cuando el Gobierno Provisional estaba reunido le llegó la noticia de que la Casa Profesa de los jesuitas de la calle de la Flor estaba ardiendo. El ministro de la Gobernación Miguel Maura intentó sacar a la calle a la Guardia Civil para restablecer el orden, pero se encontró con la oposición del resto del gabinete y especialmente de Manuel Azaña, quien, según Maura, llegó a manifestar que «todos los conventos de Madrid no valen la vida de un republicano» y amenazó con dimitir «si hay un solo herido en Madrid por esa estupidez».
La inacción del gobierno permitió que los sublevados quemaran más de una decena de edificios religiosos. Por la tarde, por fin, el Gobierno declaró el estado de guerra en Madrid y a medida que las tropas fueron ocupando la capital, los incendios cesaron. Al día siguiente, martes 12 de mayo, mientras Madrid recuperaba la calma, la quema de conventos y de otros edificios religiosos se extendía a otras poblaciones del este y el sur peninsular —los sucesos más graves se produjeron en Málaga—. Alrededor de cien edificios religiosos ardieron total o parcialmente en toda España, y murieron varias personas y otras resultaron heridas durante los incidentes.
La respuesta del Gobierno Provisional a la «quema de conventos» se limitó a suspender la publicación de dos diarios, el católico El Debate y el monárquico ABC, y a expulsar de España al obispo integrista de Vitoria Mateo Múgica, por negarse a anular el viaje pastoral que tenía previsto realizar a Bilbao, donde el gobierno temía que con motivo de su visita se produjeran incidentes entre los carlistas y los nacionalistas vascos clericales, y los republicanos y los socialistas anticlericales. Asimismo aprobó algunas medidas dirigidas a asegurar la separación de la Iglesia y el Estado sin esperar a la reunión de las Cortes Constituyentes, como la que ordenaba la retirada de crucifijos de las aulas donde hubiese alumnos que no recibieran enseñanza religiosa.

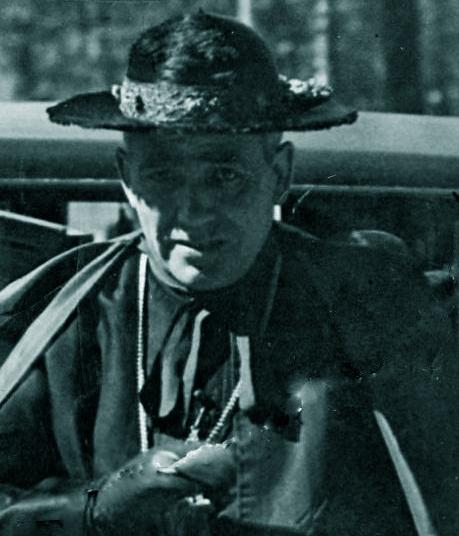
El cardenal Pedro Segura.

La Iglesia católica criticó todas estas medias laicistas, pero de nuevo la reacción más radical partió del cardenal Segura que el 3 de junio en Roma, donde se encontraba desde el 12 de mayo, hizo pública una pastoral en la que se recogía «la penosísima impresión que les había producido ciertas disposiciones gubernativas». Cuando el cardenal Segura volvió inesperadamente a España el 11 de junio fue detenido por orden del gobierno y expulsado del país.
Dos meses después se producía un nuevo incidente que enturbió aún más las relaciones de la República y la Iglesia católica y en el que el cardenal Segura volvía a ser protagonista. El 17 de agosto entre la documentación incautada al vicario de Vitoria, Justo Echeguren, que había sido detenido tres días antes en la frontera hispano francesa por la policía, se encontraron unas instrucciones del cardenal Segura a todas las diócesis en las que se facultaba a los obispos a vender bienes eclesiásticos en caso de necesidad y en el que se aconsejaba la transferencia por parte de la Iglesia de sus bienes inmuebles a seglares y la colocación de bienes muebles en títulos de deuda extranjeros, todo ello para eludir una posible expropiación por parte del Estado. La respuesta inmediata del Gobierno Provisional fue la publicación el 20 de agosto de un decreto en el que se suspendían las facultades de venta y enajenación de los bienes y derechos de todo tipo de la Iglesia católica y de las órdenes religiosas.

### La «cuestión militar»

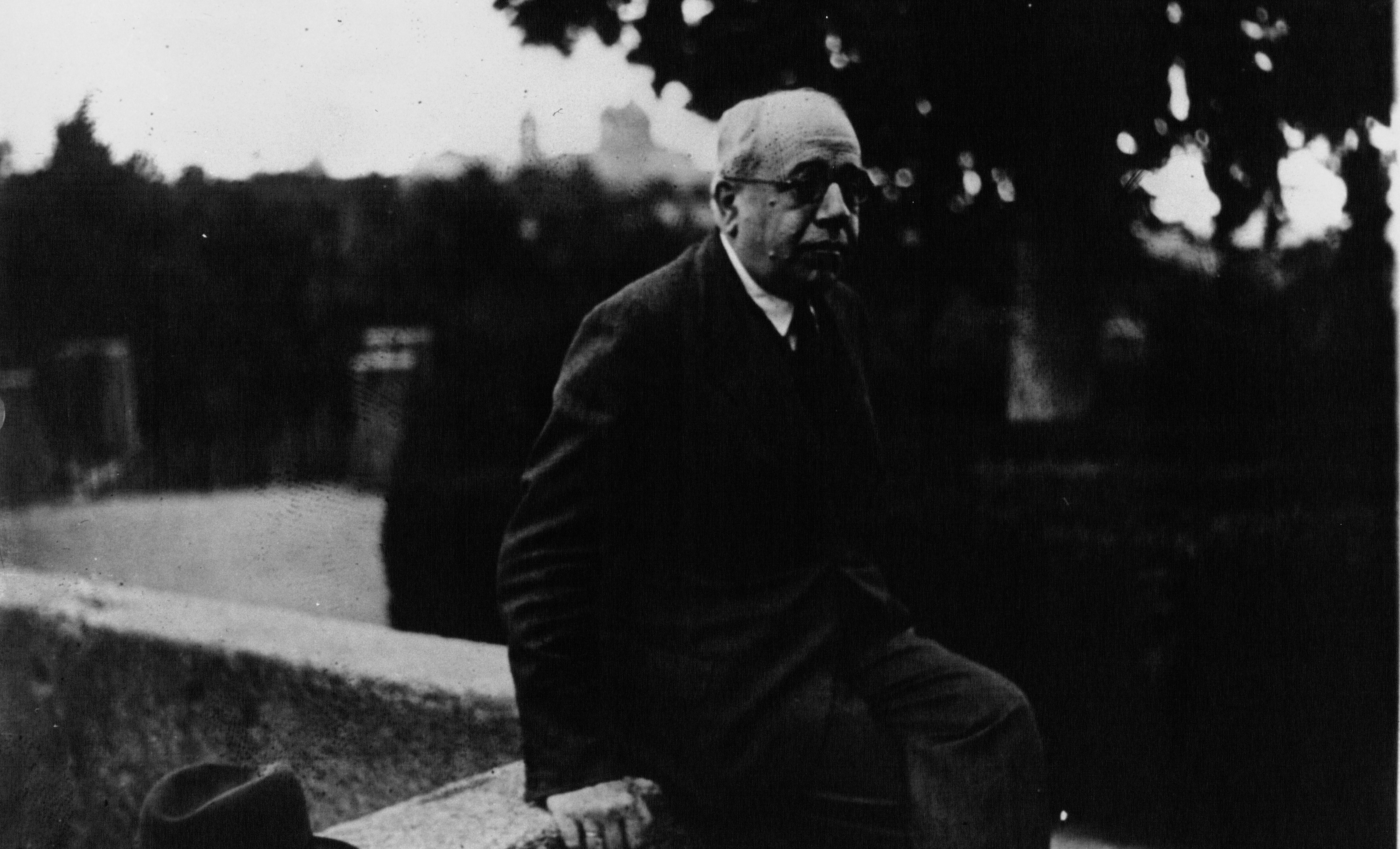
Manuel Azaña en 1932.

El ministro de la Guerra Manuel Azaña se propuso alcanzar dos objetivos con su reforma militar: reducir el excesivo número de oficiales, paso previo para modernizar el ejército, y acabar con el poder «autónomo» de los militares, poniéndolos bajo la autoridad del poder civil. En cuanto al primero, se aprobó un decreto del 25 de abril de retiros extraordinarios al que se acogieron casi 9 000 mandos, aproximadamente un 40 % de la oficialidad —y los que se quedaron tuvieron que jurar su adhesión a la República—. Gracias a esta reducción del número de generales, jefes y oficiales, Azaña pudo acometer a continuación la reorganización del Ejército. Azaña también abordó el conflictivo tema de los ascensos, promulgando unos decretos de mayo y de junio por los que se anulaban gran parte de los producidos durante la Dictadura de Primo de Rivera por méritos de guerra, lo que supuso que unos 300 militares perdieran unos o dos grados, y que otros sufrieran un fuerte retroceso en el escalafón, como fue el caso del general Francisco Franco (y de oficiales como Varela y Goded).
En cuanto al segundo objetivo, «civilizar» la vida política poniendo fin al intervencionismo militar, uno de sus hitos fundamentales fue la derogación de la Ley de Jurisdicciones de 1906 casi inmediatamente después de formarse el Gobierno Provisional. Sin embargo, esto no supuso que durante la República la jurisdicción militar dejara de aplicarse a individuos civiles con motivos de orden público, como había sucedido hasta entonces, ya que los militares siguieron al frente de las fuerzas de seguridad, y, sobre todo, porque la jurisdicción militar se siguió ocupando de las actuaciones de la Guardia Civil y de otros cuerpos de seguridad militarizados como los Carabineros, y de los civiles que los criticaran o se resistieran a ellos. Además se decidió que la nueva Sala Sexta de justicia militar del Tribunal Supremo, que sustituyó al antiguo Consejo Supremo de Justicia Militar, quedara integrada por cuatro magistrados militares y solo dos civiles, por lo que resolvió los conflictos de competencias entre la jurisdicción ordinaria y la militar mayoritariamente a favor de esta última. Como señaló el socialista Juan Simeón Vidarte:

Aunque ello parezca extraño, no llegó a modificarse el Código de justicia Militar y en todos los choques que se produjeron entre el pueblo y la Guardia Civil, siguieron interviniendo los Consejos de guerra

La reforma militar de Azaña fue duramente combatida por un sector de la oficialidad, por los medios políticos conservadores y por los órganos de expresión militares La Correspondencia Militar y Ejército y Armada. A Manuel Azaña se le acusó de que querer «triturar» al Ejército. Fue especialmente atacada la eliminación de los ascensos por méritos de guerra pues, según el general Emilio Mola, «de esta manera los que no van a la guerra o los que yendo ocupan un lugar donde no silban las balas, están de enhorabuena». De esta forma Azaña se convirtió en «la auténtica bestia negra de muchos militares».

### La «cuestión agraria»
Unos de los problemas más urgentes que tuvo que resolver el Gobierno Provisional en la primavera de 1931, fue la grave situación que estaban padeciendo los jornaleros, sobre todo en Andalucía y Extremadura, donde el invierno anterior se habían superado los 100 000 parados, y los abusos en la contratación y los bajos salarios los mantenían en la miseria. Así pues, para aliviar la situación de los jornaleros de la mitad sur de España, el Gobierno Provisional aprobó a propuesta del ministro de Trabajo, Francisco Largo Caballero, siete decretos agrarios que tuvieron un enorme impacto, especialmente el decreto de Términos Municipales, de 20 de abril de 1931, que proporcionaba a los sindicatos un mayor control del mercado de trabajo, al impedir la contratación de jornaleros de fuera del municipio hasta que no tuvieran trabajo los de la localidad, también el decreto de Jurados Mixtos, de 7 de mayo, por el que se creaban estos organismos integrados por 6 patronos, 6 obreros y 1 secretario nombrado por el Ministerio de Trabajo para regular las condiciones de trabajo en el campo. Gracias a estos decretos los jornales de la campaña agrícola experimentaron subidas sustanciales —de 3’5 pesetas pasaron a superar las 5 pesetas diarias—.
La aplicación de los decretos se encontró con la oposición de los propietarios, que se apoyaron en los ayuntamientos, en su mayoría monárquicos, y en el recurso a la Guardia Civil para enfrentarse a los representantes de la Federación Nacional de Trabajadores de la Tierra (FNTT) de UGT y a las Casas del Pueblo socialistas, que funcionaban a modo de cuarteles generales de los obreros sindicados de las distintas localidades. Así «en los pueblos y aldeas, inevitablemente, las primeras semanas de la República provocaron un cierto ambiente de guerra de clases».

### La crisis del gobierno provisional y el ascenso de Manuel Azaña

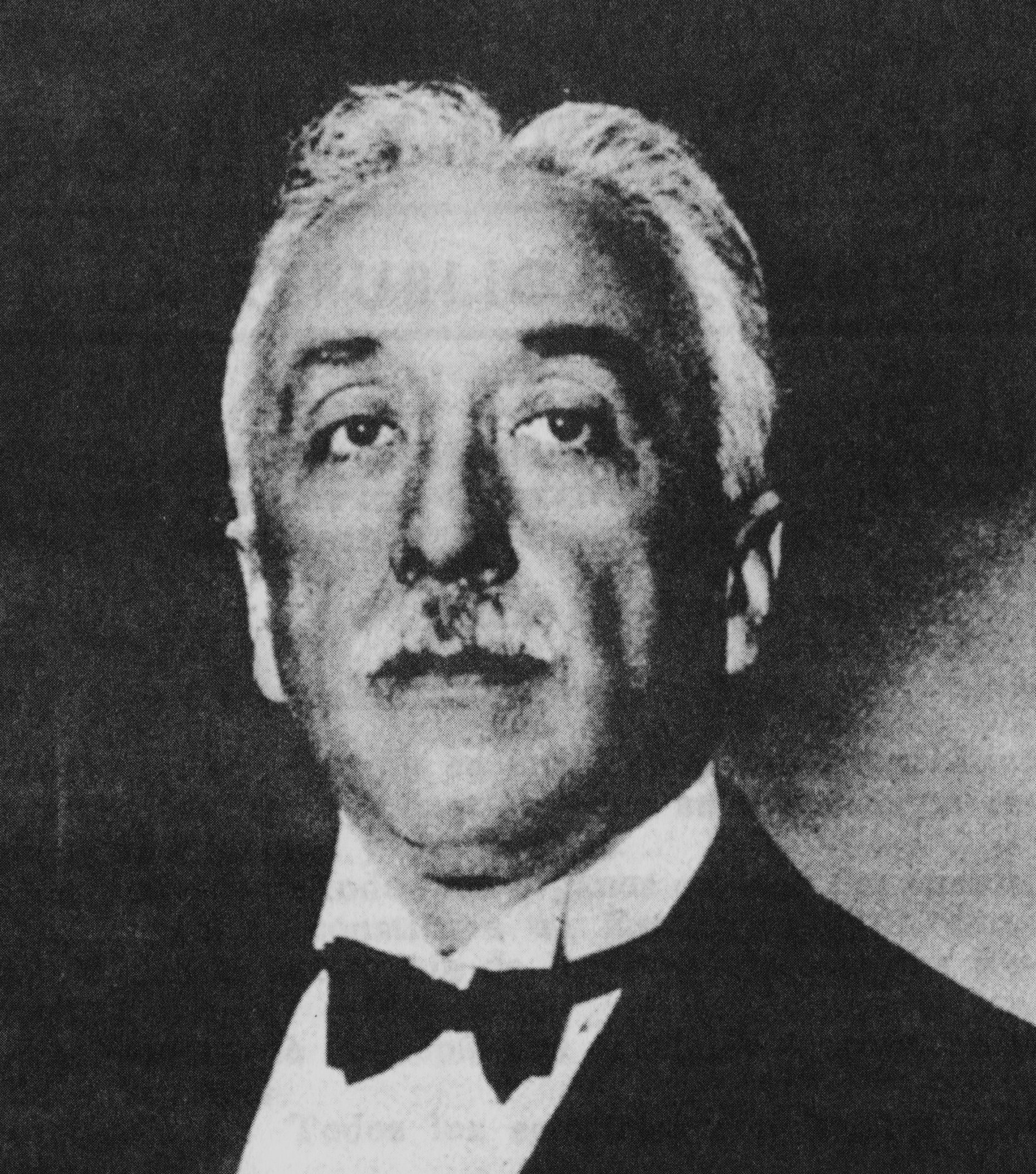
Niceto Alcalá-Zamora.

En octubre de 1931 las Cortes debatieron el asunto más polémico de la futura Constitución: la «cuestión religiosa». La intervención del día 13 de Manuel Azaña, ministro de la Guerra del Gobierno Provisional y líder del pequeño partido Acción Republicana, fue decisiva para que las fuerzas políticas de la coalición republicano-socialista que había ganado las elecciones constituyentes de junio alcanzaran un acuerdo relativamente más moderado sobre la cuestión religiosa que el propuesto inicialmente por la ponencia.
Sin embargo, la redacción final del artículo 26 de la Constitución no contó con el apoyo de los miembros declaradamente católicos del gobierno provisional, Niceto Alcalá-Zamora y Miguel Maura, fundamentalmente porque se mantuvo la prohibición de ejercer la enseñanza a las órdenes religiosas. Así el 14 de octubre ambos presentaron la dimisión.
El gobierno provisional se reunió ese mismo día 14 por la tarde para resolver la grave crisis provocada por la dimisión de su presidente. Los socialistas no estaban dispuestos a asumir la presidencia, por lo que no quedaba más opción que escoger entre Alejandro Lerroux, veterano líder del Partido Republicano Radical, el grupo republicano que contaba con más diputados, o Manuel Azaña, líder de Acción Republicana, un grupo con menor representación parlamentaria. Pero fue el propio Lerroux el que adelantándose a todos propuso como presidente a Azaña, lo que fue aprobado inmediatamente y por aclamación por el resto de miembros del gabinete. La rápida unanimidad que se alcanzó en el Gobierno Provisional para nombrar a Azaña fue debida a que era el único miembro del mismo que contaba con el apoyo del resto de ministros.
Según Lerroux, su decisión de proponer a Azaña como sustituto de Alcalá-Zamora en lugar de postularse él mismo para el cargo de presidente, obedeció al hecho de que su gobierno no habría contado con el apoyo ni del Partido Republicano Radical-Socialista ni del PSOE por lo que difícilmente habría conseguido una mayoría estable en las Cortes. Como había dicho poco antes de la crisis, «el Parlamento, en su mayoría, se dedicaría a procurar nuestro fracaso, y, principalmente, el mío». Sin embargo, el historiador británico Nigel Townson considera esta interpretación «harto discutible» ya que Azaña, según dejó constancia en sus diarios, estimaba prematuro asumir la presidencia y por tanto, le habría apoyado, y el rechazo de los radical-socialistas y de los socialistas a un gobierno radical no era tan evidente.
En realidad la verdadera razón de que Lerroux hubiera propuesto a Azaña era que pensaba que era una solución interina y que su gobierno no duraría mucho —el propio Azaña escribió en su diario: «estoy como un condenado, esperando que me pongan en capilla»— y entonces no quedaría más alternativa que él mismo, formando un gobierno que convocaría elecciones para dotarse de una mayoría amplia en las Cortes, «sirviéndose en gran medida de los medios ilícitos de influencia a disposición de las autoridades». Ese era, según el dirigente radical Diego Martínez Barrio, el «secreto deseo» de Lerroux. Otros miembros del gobierno también entendieron, según Santos Juliá, que «se trataba de un nombramiento interino: Azaña, como líder de un partido minoritario, volvería al lugar secundario que por su fuerza le correspondía cuando se promulgara la Constitución y se eligiera al primer presidente de la República».
El apoyo a Azaña por parte de todas las fuerzas políticas se debió a que durante los últimos meses se había convertido en la figura más destacada del Gobierno Provisional. Contaba su destacada y difícil labor al frente del Ministerio de la Guerra poniendo en marcha una reforma militar de gran calado y sobre todo su liderazgo demostrado en sus intervenciones parlamentarias, especialmente la del día anterior sobre la cuestión religiosa.
Sin embargo, no deja de sorprender el hecho de que el elegido fuera Azaña dada su escasa experiencia política, al menos si se compara con la de Alejandro Lerroux. Según el historiador británico Nigel Townson, además del liderazgo demostrado por Azaña, en su designación también contaron lo que él llama «razones estratégicas». «Para los socialistas y radical-socialistas era la elección ideal: compartía muchas de sus ideas, alejaba de la presidencia a Lerroux y sería capaz de mantener la unidad de la coalición republicana-socialista al menos hasta la Constitución. Ello se debía a que Acción Republicana, el único partido que gozaba de buenas relaciones con los radical-socialistas y los socialistas por una parte, y con los radicales por otra, actuaba como bisagra en el gabinete. Azaña tenía la ventaja adicional para los socialistas de encabezar un pequeño partido que no amenazaba su posición en el seno de la mayoría gobernante».

### El primer gobierno de Azaña (octubre-diciembre de 1931)

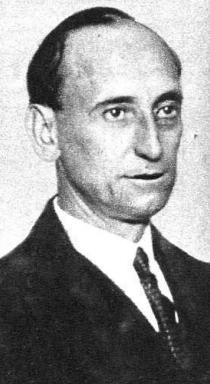
Santiago Casares Quiroga, sustituyó a Miguel Maura al frente del Ministerio de la Gobernación.

La salida del gobierno de los dos ministros católicos —a Miguel Maura le sustituyó al frente del Ministerio de la Gobernación el republicano de la ORGA Santiago Casares Quiroga, que hasta entonces había ocupado el Ministerio de Marina, cargo que pasó a José Giral, de Acción Republicana— y sobre todo la asunción de la presidencia por Manuel Azaña supusieron un giro a la izquierda en la política del Gobierno Provisional, lo que acentuó el enfrentamiento entre radicales y socialistas no solo en el gobierno y en las Cortes sino también fuera de las instituciones. El conflicto se evidenció claramente en Andalucía y en Extremadura, donde los socialistas representaban a los jornaleros sin tierras y los radicales a «labradores y propietarios, personas de orden» perjudicadas por los decretos agrarios del ministro socialista Francisco Largo Caballero e indignadas por los supuestos abusos de poder de las autoridades locales socialistas. Pero también en las ciudades donde los radicales estaban respaldados por «comerciantes, industriales y productores… atemorizados» por el creciente poder de los sindicatos. El diario oficial del PSOE, El Socialista, acusó a Lerroux de haberse asociado con la derecha antirrepublicana —«caudillo de las derechas» llegó a llamarle—, lo que fue denunciado por el líder radical como «una vileza».
Las relaciones entre los radicales y el partido de Azaña también se deterioraron debido a que los «azañistas» durante el debate constitucional en muchas ocasiones votaron junto con los radical-socialistas y los socialistas y no apoyaron las propuestas del partido de Lerroux. Sucedió, por ejemplo, durante la discusión sobre la bicameralidad o la unicameralidad de las Cortes, en la que los radicales defendieron un parlamento bicameral, compuesto por el Congreso y el Senado, mientras que los «azañistas» junto con los socialistas proponían uno unicameral, que fue la alternativa que finalmente se adoptó. Más grave fue el enfrentamiento suscitado durante el debate sobre el procedimiento de elección del presidente de la República, en el que de nuevo Acción Republicana votó junto con radical-socialistas y socialistas en contra de la propuesta de los radicales, lo que los puso «furiosos», según anotó Azaña en su diario, añadiendo a continuación: «dicen que Acción Republicana es una querida que les ha salido infiel».

## El «bienio social-azañista» (diciembre, 1931-septiembre, 1933)

### La formación del segundo gobierno de Azaña
El 9 de diciembre las Cortes aprobaron finalmente la nueva Constitución. Inmediatamente se planteó la elección del presidente de la República que en esta primera ocasión correspondería a las propias Cortes Constituyentes —en las siguientes sería designado además de por las Cortes por un cuerpo de compromisarios elegido por sufragio universal—. El primer candidato en el que se pensó fue Alejandro Lerroux, el dirigente más veterano del republicanismo español, consiguiendo así una «jubilación magnífica» en palabras de Azaña, pero Lerroux en julio ya había manifestado que no aceptaría ser presidente de la República debido a que «este debe ser independiente y yo no lo soy. Me debo a una disciplina política». Además Lerroux estaba convencido de que si ocupaba el cargo su partido, el republicano radical, se desintegraría —de hecho circulaba el rumor de que una veintena de diputados estaban dispuestos a pasarse al partido de Azaña— y, por otro lado, su ambición política era ocupar la presidencia del gobierno, no el cargo más o menos protocolario de la presidencia de la República.
Descartado Lerroux el gobierno acordó proponer al antiguo presidente del gobierno provisional, Niceto Alcalá-Zamora, a pesar de la viva oposición que había manifestado sobre la forma como se había resuelto la cuestión religiosa en la Constitución y que le llevó a dimitir. Aunque al principio se resistió, finalmente Alcalá-Zamora aceptó la proposición y el 10 de diciembre, al día siguiente de aprobarse la Constitución, fue investido por las Cortes como primer presidente de la Segunda República Española. Según Manuel Azaña la mayoría de los diputados que lo votaron lo hizo «sin entusiasmo y muchos a disgusto» pues recelaban de su conservadurismo y de que no había renunciado a su proyecto de revisar la Constitución en la «cuestión religiosa», además de ser un político que previsiblemente no se conformaría con desempeñar un papel meramente institucional e intervendría en los asuntos de gobierno. Por el contrario la elección de Alcalá-Zamora tenía la ventaja de que podría atraer a la República a los católicos y a los monárquicos, aunque el historiador Javier Tusell no lo valora así, ya que según él la elección de Alcalá-Zamora «disminuyó las posibilidades de la derecha republicana, al hacerla ascender a un papel moderador».
Antes de que acabara el debate constitucional, los partidos que apoyaban al gobierno ya habían decidido que este continuaría después de aprobada la Constitución para desarrollar la legislación complementaria de la misma, por lo que no se disolverían las Cortes constituyentes ni se convocarían elecciones, sino que las constituyentes se convertirían de facto en Cortes ordinarias. Siguiendo los trámites establecidos en la nueva Constitución, Azaña presentó su dimisión al presidente de la República el sábado 12 y este tras las preceptivas consultas con los líderes políticos —Lerroux manifestó de nuevo que no quería ser presidente del gobierno ya que el nombramiento no iba acompañado del «decreto de disolución», tal como declaró a los periodistas— encargó a Azaña la formación del nuevo gobierno, el primero ordinario de la Segunda República.

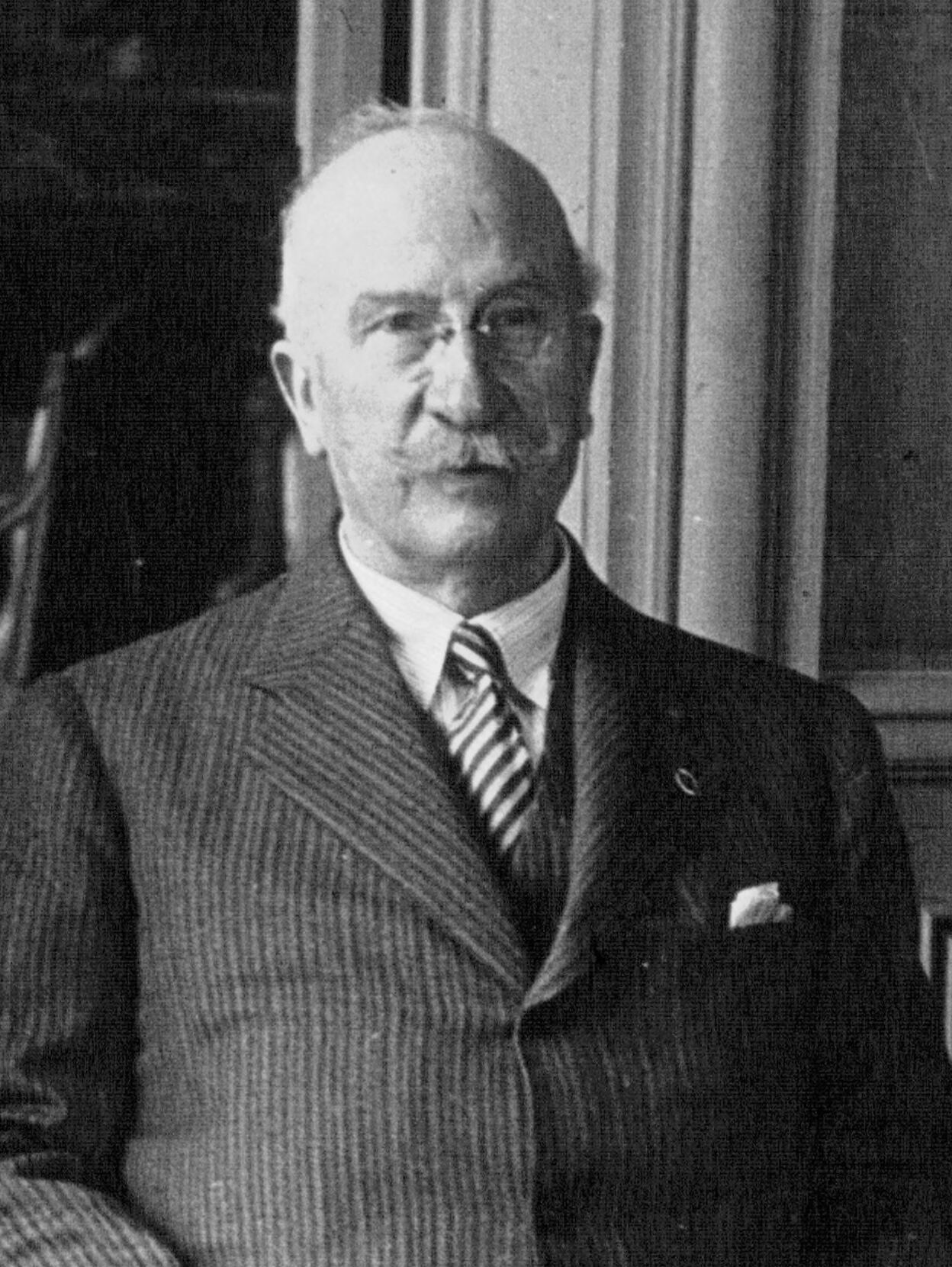
Alejandro Lerroux, líder del Partido Republicano Radical, que en diciembre de 1931 se negó a participar en el nuevo gobierno de Azaña si continuaban en él los socialistas.

Azaña se puso en contacto con los partidos políticos que habían formado parte del gobierno anterior presidido por él y todos le manifestaron su voluntad de continuar, aunque los socialistas aceptaron después de mantener un acalorado debate sobre si el PSOE debía seguir o no en el poder. La idea de Azaña era que el nuevo gabinete estuviera formado por tres ministros socialistas —desplazando a Indalecio Prieto de Hacienda a Obras Públicas, siendo ocupada la primera cartera por el catalán Jaime Carner—, dos radical-socialistas, dos radicales, uno de la ORGA y otro de Acción Republicana, una distribución similar al gobierno anterior. Pero cuando Azaña visitó de nuevo a Lerroux para informarle del éxito de su gestión, el líder radical le dijo que ni él ni su partido formarían parte del gobierno. Según contó después Lerroux en sus memorias el motivo fue que Azaña no atendió su petición de que redujera notablemente el número de ministros socialistas del gobierno. Sin embargo, la verdadera razón del abandono de Lerroux fue la continuidad de los socialistas en el gobierno, lo que explicaría que en principio hubiera respondido afirmativamente y que luego cuando los socialistas decidieron seguir en él, dijera que no. Según Nigel Townson si el gobierno hubiera sido exclusivamente republicano, Lerroux y los radicales habrían participado en él, porque hubieran tenido «una mayor influencia que antes en el Gobierno y en particular en el calendario de disolución [de las Cortes] y en la organización de las elecciones». Un punto de vista que comparte Santos Juliá —«O yo o los socialistas, vino a decir [Lerroux] a Azaña», afirma— y que coincide con la interpretación que hizo el propio Azaña, como quedó reflejado en su diario: «Los radicales en pugna con los socialistas, quieren estar en la oposición para ser la reserva y disolver las Cortes. Quieren que nos gastemos los demás, y venir un día al poder como garantía de orden».
La explicación que dio el Partido Republicano Radical en los días siguientes fue que las propuestas de Azaña no habían respondido al «sentido y a las orientaciones de la política que a nuestro juicio necesita el país actualmente». Más adelante Lerroux dijo: «se cree que no ha llegado la ocasión de que gobierne la democracia liberal republicana». La decisión de Lerroux de abandonar la coalición respondía también a lo que querían las bases del partido, cada vez más enfrentadas a los socialistas.
Al decidir formar gobierno con los socialistas, aunque quedaran fuera los radicales, Azaña fue coherente con el proyecto político que había defendido desde que se pasó al campo republicano tras el triunfo del golpe de Estado de Primo de Rivera en 1923 y que expuso en Apelación a la República del año siguiente. Azaña estaba convencido de que la democracia no se consolidaría si solo contaba con el apoyo de las clases medias por lo que era necesario atraer a las clases trabajadoras. Descartados los anarcosindicalistas porque su propia ideología era contraria al Estado, había que conseguir que los socialistas participaran en las instituciones democráticas como ya estaba sucediendo con mayor o menor fortuna en otros países europeos. Además, el programa de reformas que tenía pensado Azaña sería muy difícil aplicarlo con los socialistas fuera del gobierno. Por otro lado, Azaña prefería tener en la oposición a los radicales antes que a los socialistas —«lanzar a los socialistas a la oposición sería convertir a las Cortes en una algarabía», escribió Azaña en su diario—, aunque fuera a costa de perder el apoyo de parte de las clases medias rurales y urbanas y de ciertos sectores de trabajadores, todos ellos identificados con el partido republicano radical.
La decisión de Azaña también se debió, según Nigel Townson, a que los republicanos de izquierda «detestaban a Lerroux y a su partido. Para ellos, los radicales representaban los restos corruptos e inmorales del republicanismo histórico». Y sus socios de gobierno, los socialistas, los rechazaban aún más, pues los consideraban una fuerza «burguesa» aliada con «los elementos reaccionarios y clericales». En esto los socialistas se equivocaban, según Nigel Townson, porque el partido republicano radical no era un partido antirreformista y además desempeñaba «una valiosa contribución integradora» en la República de las clases propietarias tanto urbanas como rurales evitando que fueran captadas por la derecha antirrepublicana. Así pues, «al marginar a los radicales y a aquellos sectores sociales que estos representaban —muchos de los cuales, como la patronal, estaban dispuestos a colaborar con el nuevo régimen—, los socialistas en particular y la izquierda en general fueron responsables de poner en peligro el régimen en aras de la pureza ideológica. Y al no permitir la creación de un partido republicano moderado, la izquierda estaba favoreciendo necesariamente a la derecha».
Townson concluye que la solución que se dio a la crisis debería haber sido la contraria: que los radicales hubieran entrado en el gobierno y que los socialistas hubieran quedado fuera de él —«al permanecer en el poder, los radicales se habrían visto frenados por los republicanos de izquierda dentro del gabinete y por los socialistas fuera de él»—. Este punto de vista no es compartido por otros historiadores como Julián Casanova o Santos Juliá. Este último afirma que dejar en la oposición a los radicales «era un fórmula plausible» para estabilizar la República, con la condición de que los radicales aceptaran «ser una oposición leal». «El sistema de partidos se habría configurado en torno a una izquierda republicana —Acción, radical-socialistas, Esquerra, ORGA, federales, y algunos republicanos independientes, lo que daba un total de 150 a 160 diputados— que podría coaligarse alternativamente por su izquierda con los socialistas o por su derecha con los radicales».

### El programa político del gobierno
El 15 de diciembre de 1931 Manuel Azaña presentó su segundo gobierno, integrado exclusivamente por republicanos de izquierda (Acción Republicana, Partido Republicano Radical Socialista (PRRS), ORGA, Esquerra Republicana de Cataluña) y socialistas, dispuesto a desarrollar un vasto programa de reformas que pretendían transformar los parámetros que habían sido esenciales en la sociedad de la Restauración. El historiador Julio Aróstegui enumera los siguientes: «La estructura del Estado con la implantación de la democracia de partidos y autonomías regionales, plasmadas en la Constitución. La transformación del sistema de tenencia de la tierra, con la reforma agraria [y el cambio del marco de relaciones laborales, tanto en el campo como en la industria y los servicios]. La recuperación por las fuerzas laicas de la hegemonía ideológica, lo que explica todo el intento de reformismo eclesiástico y educativo. La conversión del aparato militar en un instrumento moderno, mínimo y controlado, de un Estado que había renunciado a la guerra constitucionalmente, alejado de veleidades políticas como las que dieron lugar a la dictadura en los años veinte». Según el historiador Javier Tusell el gobierno dio prioridad a la cuestión religiosa por lo que «aun siendo socialmente reformista el primer bienio republicano fue mucho más anticlerical».
Javier Tusell ha señalado que al calificativo de reformista, con el que se suele definir al gobierno de Azaña, habría que añadirle el de «jacobino», lo que según Tusell constituyó una grave hipoteca, ya que los republicanos de izquierda y los socialistas identificaron a la República con su programa de reformas, por lo que no tenían cabida en ella las fuerzas políticas que las cuestionaran o que pretendieran dar marcha atrás. Así, siguiendo el principio robespierista del «despotismo de la libertad», entendían que no habría ni debería haber libertad para los que ellos llamaban «enemigos» de la República —en ese sentido para Tusell, citado por Stanley G. Payne, la Segunda República fue «una democracia poco democrática»; Payne va más lejos y afirma que «la derecha moderada sólo disfrutó de libertades civiles plenas desde septiembre de 1933 hasta febrero de 1936, período en el que la izquierda no estuvo en el poder»—. Para los partidos políticos que integraban la coalición republicano-socialista encabezada por Azaña, la proclamación de la Segunda República Española el 14 de abril de 1931 no había constituido un simple cambio de régimen (de Monarquía a República, de dictadura a democracia) sino que había sido una revolución popular —la república «había rasgado los telones de la España oficial» dijo Azaña en la campaña electoral de 1931— y las esperanzas que el «pueblo» había puesto en ella no podían ser defraudadas ni «traicionadas». Por eso buena parte de los republicanos de izquierda, singularmente los radical socialistas, usaban más el término «revolución» que el de «democracia». Tusell concluye que «las reformas que fueron emprendidas pudieron verse lastradas por los inconvenientes nacidos de esa posición de fondo [el jacobinismo]».
La concepción exclusivista o patrimonialista de la República también era compartida por los socialistas —dado su carácter «revolucionario y popular» solo podía ser dirigida «por los genuinos representantes de ese pueblo que lo había traído», afirmaron—, con la particularidad de que al menos para su sector mayoritario, el encabezado por el ministro de Trabajo Francisco Largo Caballero, la República no era un fin en sí misma sino una etapa intermedia y un instrumento en la consecución del socialismo, por lo que su colaboración con la misma era circunstancial —se mantendría mientras diera satisfacción a sus reivindicaciones—. Así lo había afirmado en 1930 Largo Caballero para quien la opción republicana no se presentaba «como resultado de una defensa del parlamentarismo o de la democracia sino como creciente convicción de que la república era la única fórmula que permitiría a la organización obrera [la UGT, de la que el PSOE era un apéndice] no perder las posiciones conquistadas con la dictadura e incluso avanzar hacia metas superiores». Los socialistas también entendieron el 14 de abril como un «episodio revolucionario» a cuyo triunfo ellos habían contribuido de forma «activa y decisiva», lo que les comprometía a «empujar la República a la realización de una política progresiva que dé satisfacción a los justos deseos de los trabajadores, sobre todo a los campesinos» y a «ser la vanguardia que defienda la República de los asaltos de la reacción», pero dejaron claro, al menos el sector caballerista, que aquella República «burguesa» no era ni «su» República ni «su» revolución. Sin embargo, para el sector encabezado por Indalecio Prieto y Fernando de los Ríos, sin perder de vista el objetivo final del socialismo, la República no era un simple instrumento sino que podía ser un fin en sí misma temporalmente si cumplía unos mínimos. En conclusión, según el historiador Fernando del Rey, «frente a los republicanos de izquierda, los socialistas presentaban una singularidad: desde el primer momento se declararon socios ambiguos del nuevo régimen, mantuvieron vivo el lenguaje de la revolución e identificaron la democracia con un proceso revolucionario permanente, por más que gradual».
El amplio abanico de reformas que intentaban solucionar las cuestiones pendientes (la «cuestión política» y la «cuestión regional», la «cuestión agraria» y la «cuestión social», la «cuestión religiosa» y la «cuestión militar»), encontró gran resistencia desde sus primeros pasos por parte de los grupos sociales y corporativos a los que las reformas intentaban «descabalgar» de sus posiciones adquiridas: los terratenientes, los grandes empresarios, financieros y patronos, la Iglesia católica, las órdenes religiosas, la opinión católica, la opinión monárquica, el militarismo «africanista».
Pero también existió una resistencia al reformismo republicano de signo contrario: el de revolucionarismo a ultranza, que encabezaron las organizaciones anarquistas (la CNT y la FAI) y un sector del socialismo, el vinculado al sindicato UGT. Para ellos la República representaba el «orden burgués» (sin demasiadas diferencias con los regímenes políticos anteriores, Dictadura y Monarquía) que había que destruir para alcanzar el «comunismo libertario», según los primeros, o el «socialismo», según los segundos.
Por otro lado la izquierda no llegaba al poder en el mejor de los tiempos posibles, como ha destacado el historiador Santos Juliá. La depresión económica que azotaba a Europa y a Estados Unidos, aunque en España fue menos profunda, afectó a la construcción y a las pequeñas industrias a ella vinculadas, un sector que había sido uno de los motores del crecimiento económico y de la creación de empleo desde el final de la «Gran Guerra» (cayeron en picado las licencias de nuevas obras y se paralizaron las obras públicas). En consecuencia creció el desempleo en las ciudades, e indirectamente se incrementó el subempleo en el campo, ya que los jornaleros ya no podían emigrar a las ciudades donde volvía a escasear el trabajo. Creció además el sentimiento de inseguridad de los trabajadores que tenían empleo, que no sabían si el sábado en que recibían la paga, esta iría acompañada con el volante de despido. Y además, esa crisis económica coincidió con las enormes expectativas de mejora de vida que el cambio de régimen político había alumbrado entre los sectores populares, entre obreros y campesinos, antes de que la República tuviera tiempo de asentar y extender una cultura política democrática. «Fue en esas circunstancias de reducción de la base política del gobierno, crisis económica y de crecientes expectativas populares, cuando la coalición de izquierda comenzó a gobernar», concluye Juliá.

### Las reformas sociolaborales de Largo Caballero

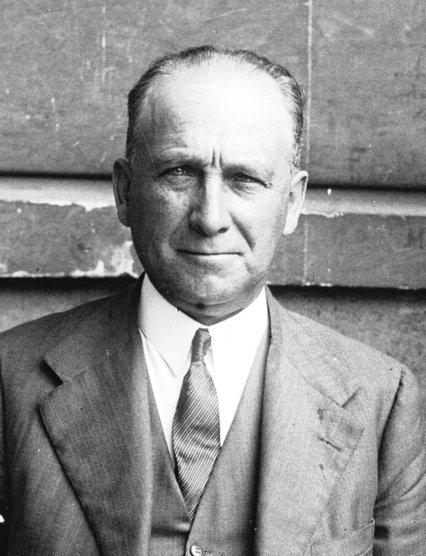
Francisco Largo Caballero.

El grueso de las reformas en este campo fueron aprobadas antes de la formación del segundo gobierno de Azaña en diciembre de 1931, aunque las dos medidas más importantes fueron acordadas, a propuesta del ministro de Trabajo, el socialista Francisco Largo Caballero, líder de la UGT, con Azaña ocupando ya la presidencia del gobierno. Se trataba de la Ley de Contratos de Trabajo, de 21 de noviembre de 1931, por la que se regulaban los convenios colectivos, se dictaminaban las condiciones de suspensión y rescisión de los contratos, se establecía por primera vez el derecho a vacaciones pagadas —7 días al año— y se protegía el derecho de huelga que, bajo ciertas condiciones, no podía ser causa de despido; y de la Ley de Jurados Mixtos, de 27 de noviembre de 1931, que extendía el sistema de jurados mixtos —aprobado en mayo para el sector agrario— a la industria y a los servicios.
El objetivo de estas reformas era crear un marco legal que reglamentara las relaciones laborales y afianzara el poder de los sindicatos, especialmente de la UGT, en la negociación de los contratos de trabajo y en la vigilancia de su cumplimiento. Su fin último respondía al proyecto socialdemócrata que pretendía «otorgar a los trabajadores, a través de sus sindicatos, la posibilidad de aumentar paulatinamente su control sobre las empresas y, en definitiva, sobre el conjunto del sistema económico y de relaciones de clase. Con ello se avanzaría hacia el logro de una sociedad socialista, pero gradualmente».
El Ministerio de Trabajo de Largo Caballero también dio un considerable impulso a los seguros sociales, al ampliar el Seguro obligatorio de Retiro Obrero de tres millones y medio de trabajadores a cinco millones y medio, y al aprobar en octubre de 1932 una ley sobre el seguro de accidentes de trabajo, que fijaba la cuantía de las indemnizaciones. Sin embargo no se pudo establecer un sistema generalizado de seguridad social, «tanto por falta de tiempo y recursos como por la resistencia de los empresarios y de los propios trabajadores a incrementar las cuotas de afiliación».
Los socialistas esperaban que todas las medidas que habían aprobado, especialmente los mecanismos de control y arbitraje de los conflictos laborales, redujeran el número de huelgas y se alcanzara una cierta paz social, pero esta no se produjo y el número de paros laborales y de incidentes violentos a consecuencia de ellos —que crearon graves problemas de orden público— se fue incrementando a lo largo del periodo. En 1933 se registraron 1127 huelgas —frente a las 402 de 1930—, cuadruplicándose el número de huelguistas —casi un millón— y superándose los 14 millones de jornadas perdidas. Las causas de este proceso son múltiples, entre ellas la incidencia de la recesión económica, pero la más importante fue la negativa de la CNT a utilizar los mecanismos oficiales de conciliación, que identificaban con el corporativismo de la Dictadura de Primo de Rivera, y que se tradujo en una manifiesta tendencia a convocar huelgas «políticas».
Lo que había puesto en marcha Largo Caballero desde el Ministerio de Trabajo era una especie de sistema corporativo obrero en el que la posición de la UGT en la negociación y en la supervisión de los contratos de trabajo salía considerablemente reforzada. Eso le daba al sindicato socialista cierto control de la oferta de trabajo, un bien escaso en un momento de depresión económica. Por eso la CNT se opuso radicalmente a la ley de contratos de trabajo y a los jurados mixtos y se lanzó a la acción directa para conseguir por otros medios el monopolio de la negociación laboral, en principio en forma de advertencias y amenazas, después en forma de coacciones y violencia.[cita requerida] Lo que estaba en juego eran dos modelos sindicales, socialista y anarcosindicalista, casi opuestos, que además seguían teniendo una presencia diferente en las diversas regiones, pues si los socialistas eran preponderantes en Madrid, Asturias y el País Vasco, los anarquistas lo eran en Andalucía, Valencia y Cataluña. En cuanto al número de afiliados, la UGT pronto logró alcanzar a la CNT, y ambas organizaciones superaron el millón de afiliados cada una; en el caso de UGT gracias sobre todo al espectacular crecimiento de su rama agraria, la poderosa Federación Nacional de Trabajadores de la Tierra (FNTT), alcanzando entre ambas uno de los niveles de sindicación más altos de Europa, entre 40 y 50 trabajadores de cada 100.
La aprobación por las Cortes de la Ley de Asociaciones Profesionales de Patronos y Obreros a mediados de 1932 marginó aún más a la CNT en el campo de las relaciones laborales, ya que esta ley determinó una representación sindical en los organismos oficiales de negociación y mediación laboral, que los socialistas en el gobierno, y especialmente el ministro y líder de UGT Largo Caballero, sabían que la CNT no podía aceptar. «La nueva Ley, junto con la de Defensa de la República, contribuyó a alejar aún más al anarconsindicalismo de las tácticas legales de reivindicación obrera».
Los patronos de la industria y del comercio, por su parte, no tuvieron más remedio que reconocer los aumentos salariales y las mejoras de las condiciones laborales que los jurados mixtos acababan imponiendo, pero pronto comenzaron a movilizarse. Así a finales de enero de 1933, en plena crisis política por los sucesos de Casas Viejas, la Confederación Patronal Española dirigió una carta abierta a Azaña en la que señalaba la «vertiginosa rapidez» con que iba siendo aprobada la nueva legislación social y se quejaba de los jurados mixtos que prácticamente siempre daban la razón a los obreros, gracias al voto del representante del ministro de Trabajo que deshacía los empates. Por tanto pedían que los presidentes y los vocales de los jurados mixtos fueran elegidos por oposición y no nombrados por el gobierno. En parecidos términos se expresó la Unión Económica, que agrupaba a empresarios y economistas, que se quejó de que las tendencias «socialistas» del Gobierno habían creado una atmósfera de inseguridad en la industria y pedían nuevas elecciones. Estas movilizaciones confluyeron en una asamblea económico-social celebrada en Madrid en julio de 1933. Allí se pidió la salida de los socialistas del gobierno, a los que hacían responsables de la «ruina de la economía» por el aumento de los costes —a causa de los incrementos de los salarios y de la intervención obrera: la «socialización en frío» la llamaban— y por su ineficacia para detener y reducir el número de huelgas y garantizar la paz social.

### La Ley de Reforma Agraria

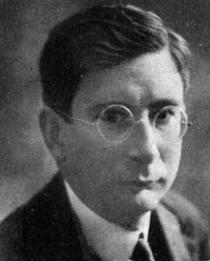
Marcelino Domingo, ministro de Agricultura en el segundo gobierno de Azaña.

Hasta marzo de 1932 no se alcanzó un mínimo consenso entre los partidos que apoyaban al gobierno de Azaña para llevar a las Cortes el proyecto de Ley de Reforma Agraria. Durante la presentación del mismo el ministro de Agricultura Marcelino Domingo, del Partido Republicano Radical Socialista, dijo que la reforma agraria tenía «tres finalidades principales: primera, evitar el paro obrero en el campo [mediante el asentamiento de jornaleros en las tierras expropiadas]; segunda, distribuir la tierra [expropiando las grandes fincas «señoriales» y los latifundios en manos de propietarios absentistas]; tercera, racionalizar la economía agraria [disminuyendo el crecimiento de la superficie cerealista y devolviendo a los núcleos rurales sus antiguos bienes comunales, perdidos con las desamortizaciones del siglo XIX]». La reforma agraria, finalmente aprobada, consistió en la expropiación (con indemnización, excepto las tierras de la nobleza que fueran grandes de España por su supuesta implicación en la «Sanjurjada», aunque solo dos de los 262 grandes habían estado directamente implicados) de las tierras de la España latifundista (Andalucía, Extremadura, el sur de La Mancha y la provincia de Salamanca) incluidas en los apartados que señalaba la Base 5.ª de la Ley, que contemplaba cuatro tipos de tierras expropiables: los señoríos jurisdiccionales, las tierras mal cultivadas, las sistemáticamente arrendadas y las que estaban en zonas de riego y no hubieran sido convertidas en regadío. La ley puso en manos del Estado una cantidad enorme de tierras a precios asequibles.
El debate del proyecto de reforma agraria se alargó debido a las discrepancias surgidas entre los partidos que apoyaban al gobierno sobre su contenido y también porque, según Javier Tusell, ni Azaña ni Domingo lo consideraron un proyecto prioritario. La discusión se habría prolongado aún más de no haberse producido el intento de golpe de Estado encabezado por el general Sanjurjo del 10 de agosto de 1932, que al ser derrotado dio al gobierno el impulso definitivo para la aprobación de la Ley (el fracaso del golpe de Estado de Sanjurjo también desatascó el debate sobre el Estatuto de Autonomía de Cataluña).
A pesar de las grandes expectativas que había levantado, los efectos de la Ley de Reforma Agraria fueron muy limitados: a finales de 1933 solo se habían ocupado 24 203 ha, repartidas entre 4339 campesinos, a los que habría que añadir otros tres o cuatro mil en las tierras previamente expropiadas a la Grandeza (las previsiones eran de entre 60 000 y 75 000 campesinos instalados por año). La razón principal de este fracaso fue que el Instituto de Reforma Agraria (IRA), que era el organismo encargado de aplicar la ley, fue dotado de unos recursos humanos y económicos claramente insuficientes, debido a la falta de dinero de la Hacienda pública y al boicot que realizó la banca privada (vinculada familiar y económicamente a los terratenientes) al Banco Nacional de Crédito Agrícola, creado por la Ley para financiar la reforma. A esa razón principal habría que añadir la propia complejidad de la ley (se establecían trece categorías de tierras expropiables cuyos propietarios a partir de su registro en un inventario tenían limitados sus derechos de propiedad) resultado de los difíciles pactos que permitieron alcanzar el consenso definitivo entre los partidos que defendían proyectos muy diferentes sobre la «cuestión agraria»; la organización «confusa y excesiva» del Instituto de Reforma Agraria, ya que sus decisiones debían tomarse de forma colegida por lo que acabó convirtiéndose en una especie de Cortes en miniatura en el que las discusiones se eternizaban; la incompetencia del ministro encargado de aplicar la reforma, Marcelino Domingo, por lo que sorprende que no fuera sustituido por Azaña quien escribió en su diario un juicio muy duro sobre él y sus huestes: «No harán nada útil y habiendo producido inquietud y perturbación ni Domingo ni sus huestes son capaces de hallar una compensación para la República, atrayéndose a masas de campesinos a los que se dé tierra».
La lentitud en la aplicación de la ley se intentó paliar con una medida complementaria, que fue el Decreto de Intensificación de Cultivos de 22 de octubre de 1932, que permitía la ocupación temporal de fincas de tierras de labranza que hubieran dejado de ser arrendadas a cultivadores y se hubieran dedicado solo a la ganadería en la mitad sur de España (Extremadura fundamentalmente). La medida afectó a 1500 fincas en 9 provincias (unas 125 000 hectáreas) y dio trabajo a 40 108 familias, sobre todo extremeñas, cuyos miembros se encontraban en paro. El decreto motivó vivas protestas de los propietarios.
El fracaso de la reforma agraria fue una de las causas principales de la aguda agitación social del periodo 1933-34, porque el anuncio de la reforma hizo creer a muchos jornaleros en una rápida entrega de tierras, que finalmente no se produjo por lo que pronto se sintieron decepcionados. Esto llevó a la radicalización de la Federación Nacional de Trabajadores de la Tierra (FNTT) de UGT que se situó en la vanguardia de los que pedían la ruptura de la coalición republicano-socialista que gobernaba el país y se oponían a la «república burguesa», coincidiendo así con la CNT, que desde el principio había combatido una reforma agraria que, según ella, consolidaba el modelo capitalista en el medio rural e imposibilitaba el que se produjera una «verdadera» revolución. En Andalucía y en Extremadura fue donde la agitación campesina fue más violenta, produciéndose todo tipo de incidentes como incendios, hurtos, roturaciones ilegales y atentados contra las máquinas segadoras porque quitaban puestos de trabajo, que fueron respondidos con dureza por los patronos.
Al otro lado del espectro social, la reforma agraria unió a los tradicionales sectores sociales dominantes en el agro y contribuyó, en grado similar o incluso superior a la «cuestión religiosa», a consolidarlos como bloque de oposición al régimen republicano. Ya en agosto de 1931 crearon la Asociación Nacional de Propietarios de Fincas Rústicas, en defensa del «legítimo derecho de propiedad», y valiéndose de las viejas redes caciquiles y la apelación continua a la intervención de la Guardia Civil boicotearon la aplicación de los «decretos agrarios». Asimismo en las Cortes, la Minoría Agraria realizó una aparatosa obstrucción de los debates de la Ley que contribuyó notablemente al retraso en su aprobación. En marzo de 1933 se celebró una Asamblea Económico-agraria en Madrid que reunió a las patronales del sector y a los partidos de la derecha, que lograron paralizar un nuevo proyecto reformista, la Ley de Arrendamientos Rústicos, que no llegó a votarse. Esta campaña movilizó a grandes sectores del campesinado conservador de la mitad norte de España (la no latifundista), que desempeñaría un importante papel en el triunfo de las derechas en las elecciones de noviembre de 1933.
En conclusión, como escribió en sus Memorias el político radical Diego Martínez Barrio, que apoyó la reforma agraria, esta «acrecentó el número de los enemigos [de la República] sin sumar partidarios».

### La «cuestión regional»

#### El Estatuto de Cataluña

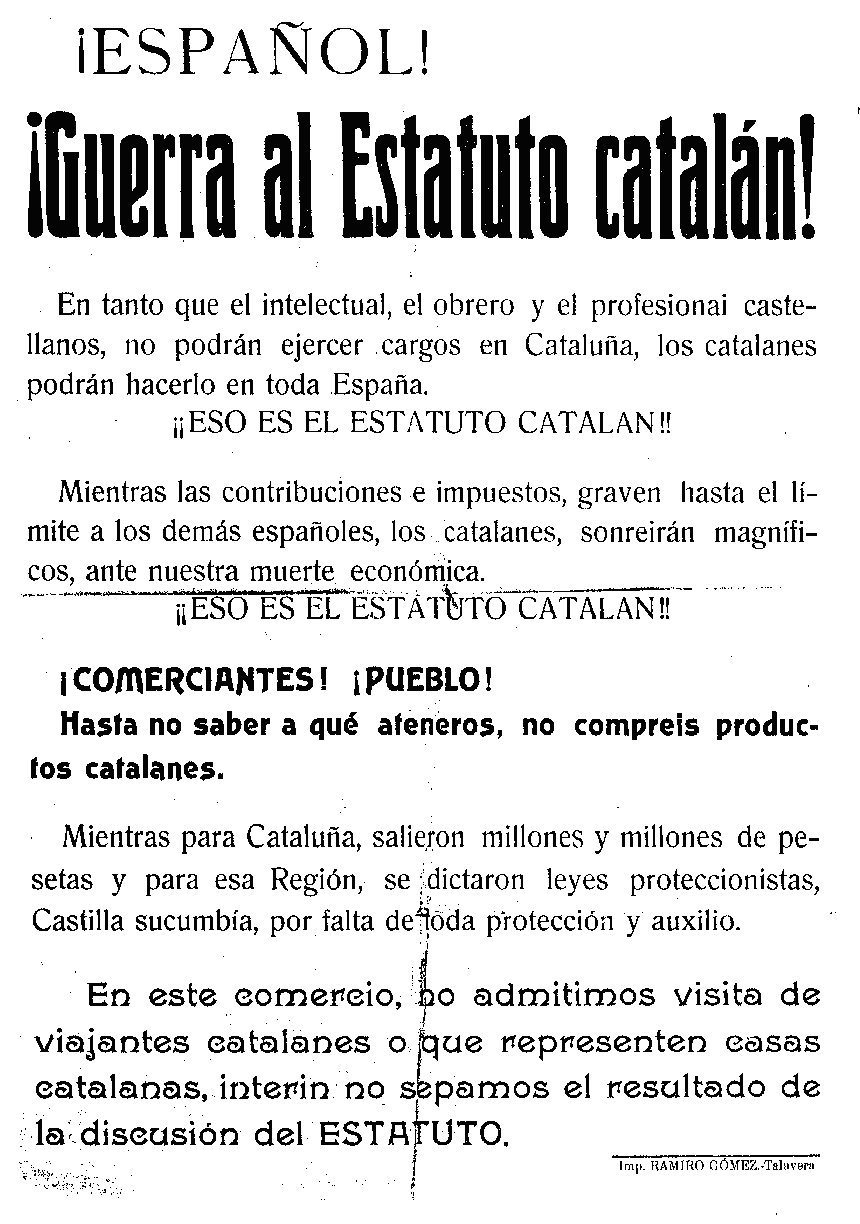
Panfleto antiestatutario impreso en Talavera durante su discusión en las Cortes.

El proyecto de Estatuto para Cataluña, el llamado Estatuto de Nuria, rebasaba en cuanto a denominación y en cuanto a competencias al Estado integral aprobado en la Constitución de la República, entre otras razones porque creaba una ciudadanía catalana, declaraba como lengua oficial únicamente el catalán, abría la posibilidad de que se incorporaran a Cataluña otros territorios, y hasta determinaba las condiciones en las que los jóvenes catalanes debían cumplir el servicio militar. Así, entre enero y abril de 1932 una comisión de las Cortes adecuaron el proyecto de Estatuto de Cataluña a la Constitución, lo que irritó a los diputados nacionalistas catalanes —uno de ellos llegó a afirmar que «habían sido engañados»—. Aun así el proyecto encontró una enorme oposición, especialmente entre la Minoría Agraria y los diputados de la Comunión Tradicionalista que ya se habían separado de los diputados del PNV de la Minoría vasco-navarra, y que incluyó una amplia movilización callejera «antiseparatista».
Tras cuatro meses de debates interminables, solo el fallido golpe de Estado del general Sanjurjo de agosto de 1932 motivó que se acelerara la discusión del Estatuto, que finalmente fue aprobado el 9 de septiembre por 314 votos a favor —todos los partidos que apoyaban al gobierno, más la mayoría de los diputados del Partido Republicano Radical— y 24 en contra —y unas 100 abstenciones–. El Estatuto era menos de lo que los nacionalistas catalanes habían esperado —la versión final eliminaba todas las frases que implicaban soberanía para Cataluña; se rechazaba la fórmula federal; los idiomas castellano y catalán eran declarados cooficiales, etc.—, «pero cuando el presidente del Consejo de ministros fue a Barcelona para la ceremonia de presentación, lo recibieron con una tremenda ovación». En realidad el Estatuto de Nuria sufrió una modificación a fondo durante su tramitación parlamentaria, ya que desaparecieron las referencias a la autodeterminación —el único recuerdo que quedó fue la afirmación de que «Cataluña se constituye como región autónoma», «como si el reflexivo indicara que lo hacía por propia y única voluntad»—, los impuestos directos siguieron siendo competencia exclusiva del Estado, así como la legislación social, un tema irrenunciable para los socialistas, pero el resultado final fue una «solución de transacción, que no siendo totalmente satisfactoria para nadie se demostró estable y punto de coincidencia de izquierdas y derechas en Cataluña».
Las primeras elecciones al Parlament tuvieron lugar dos meses después y fueron ganadas por Esquerra Republicana de Cataluña, seguida a mucha distancia de la Lliga Catalana. Francesc Macià fue así confirmado como presidente de la Generalidad.

#### Los proyectos de estatuto del País Vasco y de Galicia

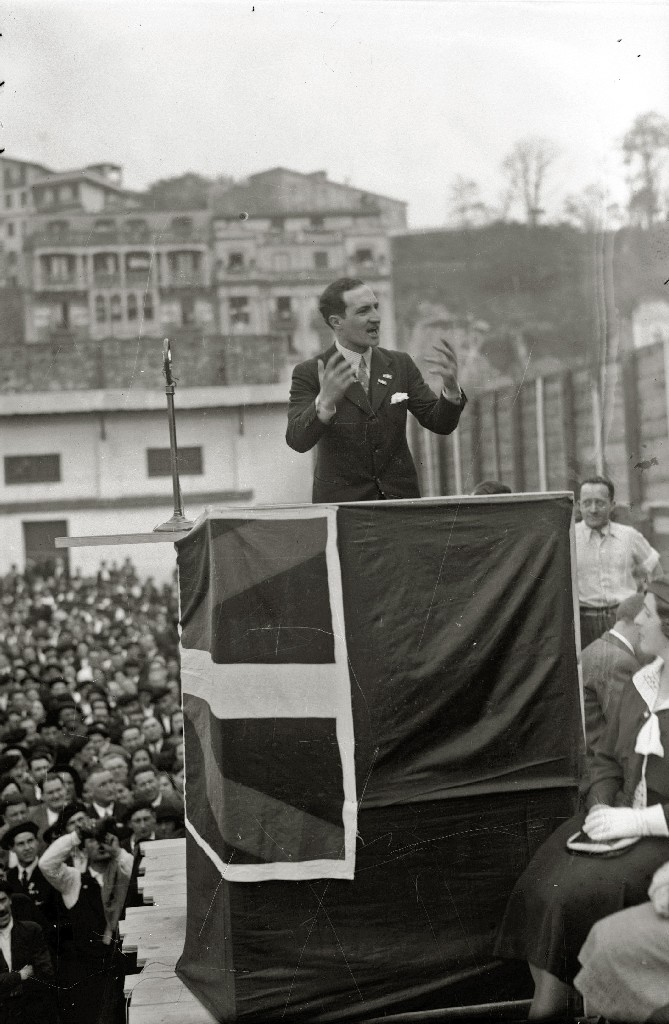
El líder del PNV José Antonio Aguirre en el Aberri Eguna de 1933 celebrado en San Sebastián.

Tras el rechazo del Estatuto de Estella, porque el proyecto se situaba claramente al margen de Constitución que se estaba debatiendo, entre otras cosas, por su concepción federalista y por la declaración de confesionalidad del «Estado vasco», que se reservaba la competencias sobre materias religiosas y que podría negociar por ello un Concordato particular con la Santa Sede, para evitar la aplicación en el País Vasco de la legislación laica de la República, convirtiendo así al País Vasco en «un Gibraltar del Vaticano», en expresión del socialista vasco Indalecio Prieto, además de que no reconocía derechos políticos plenos a los inmigrantes españoles con menos de diez años de residencia en Euskadi, las Cortes Constituyentes encargaron en diciembre de 1931 a las Comisiones Gestoras de las Diputaciones —que habían sido designadas por los gobernadores civiles respectivos para sustituir a los equipos monárquicos, y donde los republicanos y socialistas tenían mayoría— para que elaboraran un nuevo proyecto de Estatuto, que al final fue consensuado con el PNV, que se había distanciado de la Comunión Tradicionalista carlista. Una Asamblea de Ayuntamientos celebrada en Pamplona en junio de 1932 aprobó el proyecto, pero los carlistas lo rechazaron, por lo que al tener la mayoría en Navarra, dejaron fuera del ámbito de la futura «región autónoma» a este territorio.

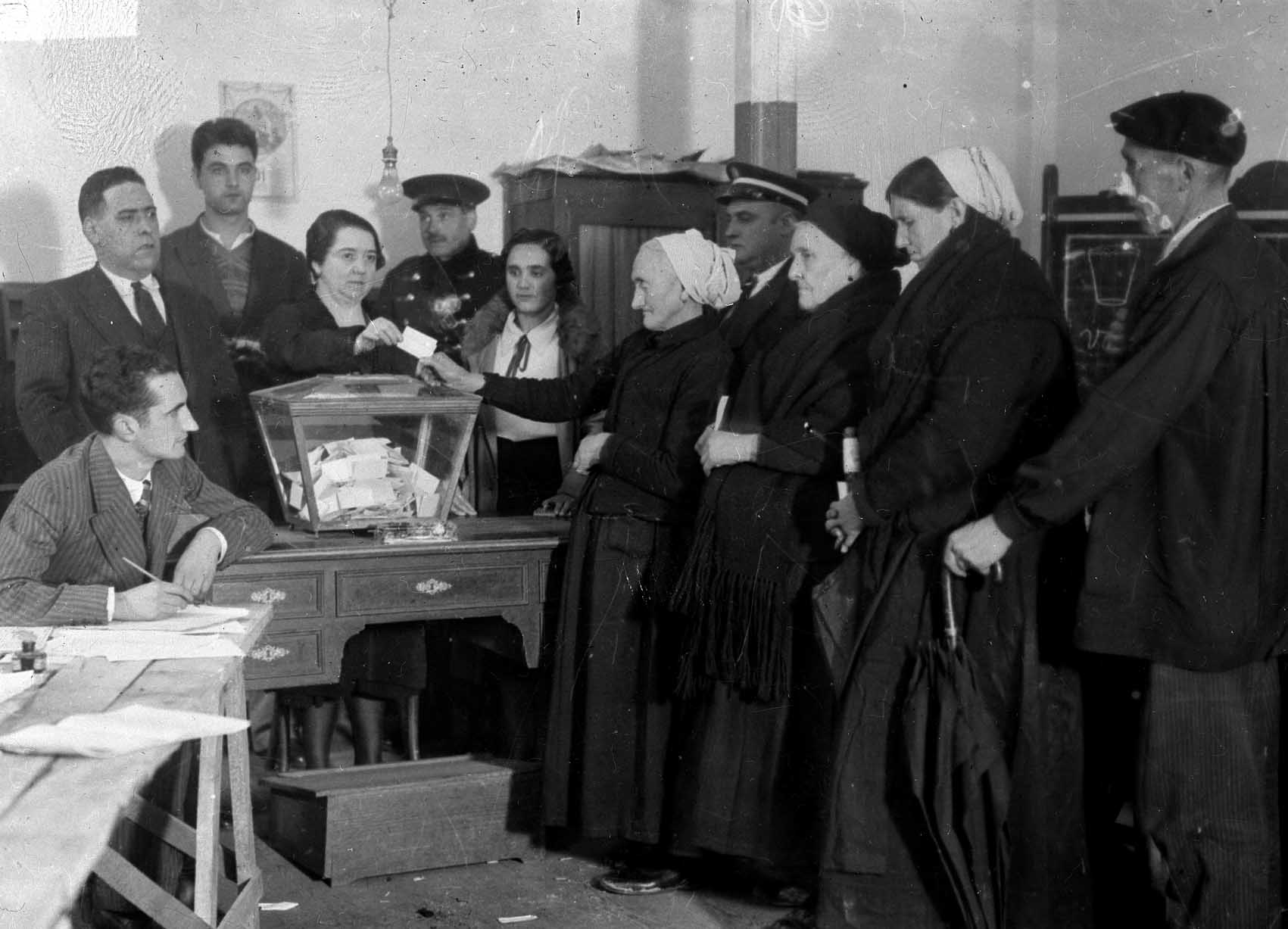
Referéndum autonómico del 5 de noviembre de 1933 en Éibar para la aprobación de un nuevo texto de Estatuto.

Ello obligó a una nueva redacción del proyecto y a un nuevo retraso, que también fue debido a que el gobierno de Azaña no situó al Estatuto vasco entre sus prioridades ya que los republicanos de izquierda y los socialistas se oponían al nacionalismo vasco, como lo demostraron los enfrentamientos callejeros entre jóvenes nacionalistas y socialistas. El proyecto de Estatuto de las Gestoras fue refrendado por los delegados de los ayuntamientos vascos reunidos en Vitoria el 6 de agosto de 1933, siendo sometido a referéndum el 5 de noviembre. Pero el resultado del referéndum, celebrado en plena campaña de las elecciones a Cortes, supuso un nuevo obstáculo para la consecución de la autonomía porque en Álava, a diferencia de Vizcaya y de Guipúzcoa, el proyecto de Estatuto no logró la aprobación de la mayoría del censo, debido a la fuerte implantación que tenía allí el carlismo, que hizo campaña en contra. A pesar de todo el Estatuto de las Gestoras fue presentado a las nuevas Cortes de mayoría de centro-derecha en diciembre de 1933.
El nuevo presidente del gobierno salido de las elecciones de noviembre, el republicano radical Alejandro Lerroux, ofreció el apoyo al Estatuto a cambio de la colaboración de los diputados del PNV, pero la CEDA, el aliado principal de Lerroux, se opuso a esta iniciativa y el proceso quedó bloqueado, utilizando como argumento no haber alcanzado la mayoría absoluta en Álava. Solo con la victoria del Frente Popular en febrero de 1936 las Cortes comenzaron a discutir el proyecto, pero cuando ya estaba muy avanzado el debate se produjo la sublevación militar de julio de 1936 que daría inicio a la guerra civil.
En cuanto a Galicia, el menor arraigo del nacionalismo gallego hizo que la primera iniciativa no se tomara hasta abril de 1932 —esta corrió a cargo del ayuntamiento de Santiago de Compostela—. También constituyó un obstáculo la discusión sobre la capitalidad de la región autónoma y, sobre todo, la inexistencia de un fuerte partido nacionalista gallego que arrastrara a los republicanos de izquierda de la ORGA y a los socialistas gallegos que no mostraron mucho entusiasmo, al menos al principio, respecto a la autonomía. Pero solo nueve meses después, en diciembre, ya se había cumplido la primera fase del proceso establecido por la Constitución de 1931, al haber aprobado la mayoría de los ayuntamientos gallegos un proyecto de estatuto, que estaba inspirado en buena medida en el Estatuto catalán que acababan de aprobar las Cortes. Sin embargo, el triunfo del centro-derecha en las elecciones de noviembre de 1933 paralizó el proceso y hubo que esperar al triunfo del Frente Popular en febrero de 1936 para que se organizara el referéndum que debía ratificar la propuesta de los ayuntamientos. Este finalmente se celebró el 28 de junio de 1936 y fue aprobado por una abrumadora mayoría de los gallegos. Solo dos días antes del inicio de la sublevación militar que haría estallar la guerra civil, era entregado en las Cortes el proyecto de Estatuto, que no llegó a debatirse porque Galicia enseguida fue controlada por los sublevados.

#### La iniciativa autonómica en otras regiones: Andalucía, Aragón, Baleares y Valencia

Bandera de Andalucía diseñada en 1919 por Blas Infante, principal impulsor del nacionalismo andaluz, al igual que el escudo y el himno.

Estimulados por el ejemplo catalán, vasco y gallego, en otras regiones españolas también se produjeron iniciativas para conseguir un estatuto de autonomía propio. En Andalucía, nada más proclamarse la República los resucitados Centros Andaluces formaron la Junta Liberalista de Andalucía, cuyo nombre se debía, según Blas Infante, a que «siempre nos repugnaron estos nombres de nacionalismo y regionalismo». Sin embargo su programa no era propiamente andalucista sino que era una variante del programa federal. Por iniciativa de la Junta Liberalista, la Diputación Provincial de Sevilla convocó una asamblea de municipios que se celebró el 6 de julio de 1931 de la que salió una ponencia encargada de redactar un anteproyecto de estatuto de autonomía para Andalucía. Sin embargo, la idea no suscitó demasiado apoyo popular y tres provincias —Granada, Jaén y Almería— propusieron crear una región autónoma oriental. Además Huelva tampoco apoyó el proceso e incluso se planteó integrarse en una futura región extremeña. A pesar de todo, el 26 de febrero de 1932 las ocho diputaciones andaluzas aprobaron el anteproyecto elaborado por la ponencia de la asamblea de municipios, aunque los andalucistas y los federalistas lo consideraron insuficiente al tratarse más bien de la creación de una mancomunidad andaluza. El proceso no se retomará hasta un año después cuando entre el 29 y el 31 de enero de 1933 se celebra una nueva asamblea en Córdoba en la que tras duros debates se aprueban unas nuevas Bases muy alejadas del primitivo anteproyecto, ya que se aproximan al Estatuto de Autonomía de Cataluña de 1932 aprobado por las Cortes cinco meses antes. Sin embargo, Huelva, Granada, Jaén y Almería siguen poniendo trabas al proceso y los acuerdos de Córdoba no se aplican. Habrá que esperar al triunfo del Frente Popular para que el autonomismo andaluz cobre un nuevo impulso con la creación en abril de 1936 de la Acción Pro-Estatuto Andaluz, por la Junta Liberalista.
Otra región donde se intentó iniciar el proceso autonómico fue Aragón. A propuesta del Sindicato de Iniciativa y Propaganda de Aragón las tres Diputaciones provinciales se reunieron el 13 de junio de 1931 y se comprometieron a redactar cada una un anteproyecto de Estatuto, aunque solo la de Zaragoza cumplió con lo acordado, por lo que únicamente ella siguió con el proceso autonomista. Entonces la recién creada Unión Aragonesa, en cuyo primer manifiesto se opuso al Estatuto catalán, convocó a representantes de las tres diputaciones así como de otras instituciones y de partidos políticos para discutir el asunto, pero las derechas y el Partido Republicano Radical se opusieron a la autonomía de Aragón, por lo que el resultado práctico de la reunión fue la paralización del proceso —las izquierdas, por su parte, tampoco mostraron demasiado entusiasmo—. Como en el caso de Andalucía el proceso no se retomaría hasta 1936.
En las Islas Baleares la Diputación de Mallorca convocó una asamblea de municipios y de entidades económicas y culturales para el 20 de julio de 1931 en la que se aprobó un anteproyecto de estatuto, pero se encontró con la oposición de Menorca que se debatía entre incorporarse a Cataluña o elaborar un Estatuto exclusivo para la isla. Por otro lado, los sectores conservadores de Mallorca también se opusieron al anteproyecto y desataron una campaña anticatalanista. A pesar de todo la Diputación de Mallorca convocó para el 6 de diciembre de 1932 una asamblea de municipios de Mallorca, Ibiza y Formentera, de la que salió una comisión encargada de redactar un nuevo anteproyecto de Estatuto, pero este no llegará a realizarse.

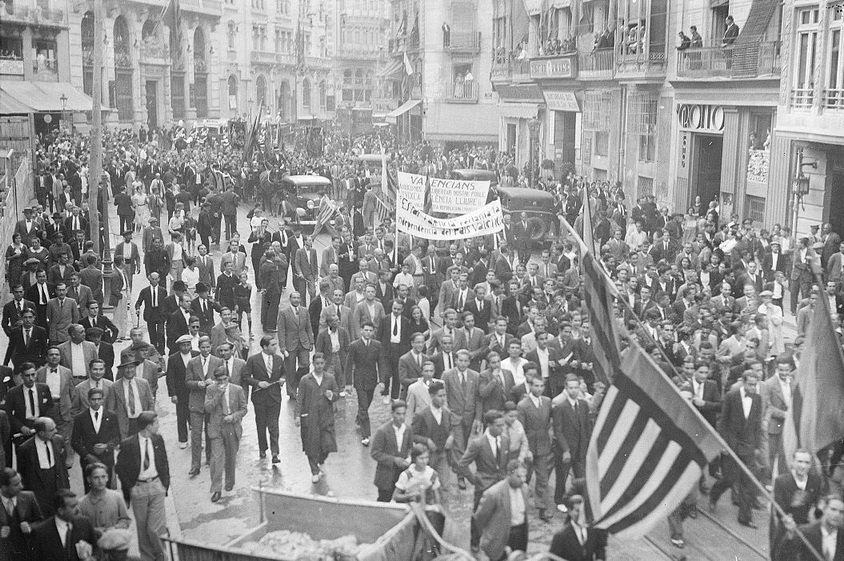
Procesión cívica del 9 de octubre (Valencia, 1933).

El apoyo inicial al proceso autonomista también se registró en Valencia, impulsado por las entidades y grupos valencianistas, singularmente la Agrupación Valencianista Republicana (AVR). La iniciativa la tomó el blasquista Partido de Unión Republicana Autonomista (PURA) a través del Ayuntamiento de Valencia, donde tenía la mayoría, que convocó a los ayuntamientos de las otras dos capitales valencianas y a diversas entidades para formar una comisión que redactara el anteproyecto de estatuto, pero ni Castellón ni Alicante se sumaron a la propuesta, lo que paralizó el proceso —el PURA llegó a plantearse crear una región autonómica uniprovincial—. En septiembre de 1932 la AVR denunció la pasividad del PURA y convocó una reunión del resto de fuerzas políticas en la que se acordó lanzar una campaña pro-estatuto en las tres provincias, pero el PURA, el partido dominante en Valencia, desencadenó una campaña anticatalanista que hizo que la Derecha Regional Valenciana abandonara el proceso. La cuestión de la autonomía valenciana no se volverá a plantear hasta después del triunfo del Frente Popular en las elecciones generales de febrero de 1936.

### La «cuestión religiosa»: la Ley de Confesiones y Congregaciones Religiosas

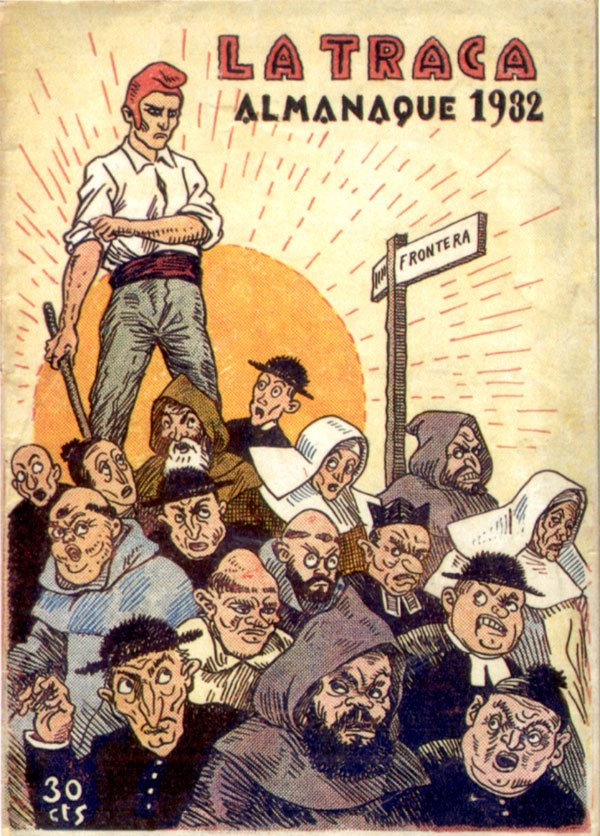
Portada del almanaque correspondiente a 1932 de la revista satírica La Traca, publicado nada más aprobarse la constitución de 1931 en la que se declaraba el carácter laico del Estado

A partir de la aprobación en diciembre de 1931 de la Constitución que establecía la aconfesionalidad del Estado el gobierno republicano-socialista promulgó una serie de decretos y propuso unas leyes que la hicieran efectiva y que permitieran que el Estado asumiera aquellas funciones administrativas y sociales que la Iglesia católica había desempeñado hasta entonces. Azaña pensaba que había que disminuir la tensión generada por la cuestión religiosa pero, según el historiador Javier Tusell, «no hubo una decidida voluntad de cerrar la herida que se había abierto en la vida nacional». La primera medida que tomó el gobierno fue el decreto de 23 de enero de 1932 que daba cumplimiento a lo dispuesto en el artículo 26 de la Constitución: la disolución de la orden de los jesuitas y la nacionalización de la mayor parte de sus bienes (colegios y residencias, especialmente), que pasaron a ser gestionados por un Patronato.
El problema que se le planteó al Gobierno fue que la mayoría de las propiedades no figuraban a nombre de los jesuitas, sino que pertenecían a hombres de paja o a sociedades. El Gobierno pudo identificar unas 33 escuelas, 47 residencias y 79 edificios urbanos que esperaba utilizar como escuelas, pero pronto se vio frustrada esa pretensión porque los jesuitas plantearon numerosos recursos ante los tribunales (uno de sus abogados fue el líder de Acción Nacional José María Gil Robles) que demostraban que ellos eran simplemente los inquilinos de los inmuebles, pero no los propietarios. Al final el Gobierno pudo hacerse con una docena de edificios, pero la legalidad de su ocupación continuaba pendiente de los tribunales y de la eventual compensación que tendría que ser pagada. A pesar de todo los jesuitas mantuvieron sus colegios mediante el recurso a instituciones privadas. Por otro lado, el decreto no expulsaba a los jesuitas del país, como ya sucedió en tiempos de Carlos III, sino que les daba la oportunidad de permanecer en España si se desvinculaban de la Compañía. Pero los propios jesuitas decidieron retirar a muchos de sus sacerdotes más jóvenes, por lo que la prensa mundial habló de la «expulsión de los jesuitas».
Cumpliendo otro mandato constitucional, siete días después, el decreto de 30 de enero de 1932 secularizaba los cementerios (la mayoría de ellos estaban administrados por iglesias parroquiales o por cofradías), que pasaron a ser propiedad de los ayuntamientos que fueron los que a partir de entonces asumieron su gestión. Asimismo los entierros católicos fueron considerados manifestaciones públicas del culto, por lo que de acuerdo con el artículo 27 de la Constitución, tenían que ser autorizados por los alcaldes, quienes podían establecer las normas por las que deberían regirse e incluso gravarlos con impuestos.
La secularización de los cementerios en algunos lugares dio lugar a ceremonias públicas presididas por los alcaldes acompañados por la banda municipal tocando «La Marsellesa», y allí donde existían, se procedía al derribo de las vallas que separaban las tumbas de los que no habían querido ser enterrados según el rito católico del resto de cementerio. Además había discursos en los que se decía que el matrimonio y el entierro civiles eran signos de «cultura», mientras que las ceremonias religiosas eran signos de «superstición».
Esta legislación secularizadora en ocasiones levantó la reacción «defensiva y airada» de los católicos por la forma en que fue aplicada. Muchos alcaldes prohibieron las procesiones o los entierros católicos; gravaron con un impuesto el toque de campanas o la soltería, situación civil de los eclesiásticos.
Pocos días después, el 2 de febrero de 1932, las Cortes aprobaban la ley de divorcio que sentaba el principio de que la disolución del contrato matrimonial era una potestad del Estado no de la Iglesia católica, que hasta entonces había detentado su monopolio (con las «nulidades matrimoniales» de los tribunales eclesiásticos). Durante su tramitación los diputados de la derecha intentaron que no se aplicara a los matrimonios religiosos y que no tuviera carácter retroactivo, es decir, que solo se aplicara a los matrimonios contraídos después de la promulgación de la ley. Gabriel Jackson atribuye «el hecho asombroso» de la escasez de casos de divorcio (solo hubo unas 7000 demandas y se dictaron unas 3500 sentencias favorables) a que «los españoles de todas clases eran intensamente conservadores en esta materia».
El momento de mayor enfrentamiento entre el gobierno y la Iglesia católica fue la presentación y el debate de la Ley de Confesiones y Congregaciones Religiosas que tuvo lugar en los primeros meses de 1933. Así, el 25 de mayo de 1933, cuando ya había sido aprobada por las Cortes, aunque faltaba la firma del presidente Alcalá-Zamora, los cardenales y obispos españoles, encabezados por el nuevo cardenal primado Isidro Gomá y Tomás —quien tras suceder en el cargo al polémico cardenal Segura el mes anterior había dicho que los católicos españoles habían trabajado «poco, tarde y mal»—, hacían pública una carta episcopal que consideraba la ley «un duro ultraje a los derechos divinos de la Iglesia», condenaba «todas las injerencias y restricciones con que esta ley de agresiva excepción pone a la Iglesia bajo el dominio del poder civil» y llamaba a la movilización de los católicos. El 3 de junio, al día siguiente de la promulgación de la ley, se hacía pública una encíclica del papa Pío XI Dilectissima Nobis en la que condenaba el «espíritu anticristiano» del régimen español, afirmando que la Ley de Congregaciones «nunca podrá ser invocada contra los derechos imprescriptibles de la Iglesia», y de nuevo llamaba a la movilización contra la República. En la Encíclica se decía:

Ante la amenaza de daños tan enormes, recomendamos vivamente a los católicos de España que, dejando a un lado recriminaciones y lamentos y subordinando al bien común de la patria y de la religión todo otro ideal, se unan todos, disciplinados, para la defensa de la fe y para alejar los peligros que amenazan a la misma sociedad civil.

Enrique Herrera, hermano de Ángel Herrera y dirigente de la Federación de Amigos de la Enseñanza, calificó el escenario creado por la Ley de «guerra civil de la cultura». Según Javier Tusell, «la actitud mantenida con respecto a las órdenes religiosas produjo un reflejo defensivo que se perdía en una exacerbación de lo clerical».
La ley de Congregaciones desarrollaba los artículos 26 y 27 de la Constitución y establecía que las órdenes y congregaciones religiosas debían inscribirse en un Registro especial del Ministerio de Justicia; reglamentaba el culto público; suprimía la dotación de «culto y clero» del Estado y eliminaba otros subsidios oficiales; nacionalizaba parte del patrimonio eclesiástico (templos, monasterios, seminarios, etc.) aunque quedaban a disposición de la Iglesia; atribuía al Estado la potestad de vetar determinados nombramientos religiosos; y por último, establecía el cierre de los centros de enseñanza católicos de secundaria para el 1 de octubre y los de primaria para el 31 de diciembre de 1933.
Para dar cabida en la red pública a los 20 000 alumnos de Segunda Enseñanza y a los 350 000 de Primaria que cursaban sus estudios en colegios religiosos (295 centros de secundaria atendidos por 2050 profesores, y cerca de 5000 de primaria), el Gobierno confiaba en tener preparadas para finales de 1933 7000 nuevas escuelas, con 10 000 maestros que serían formados mediante cursillos especiales, y veinte nuevos institutos de Bachillerato, y seguir luego creando escuelas a un ritmo de 4000 por año. El plan de construcciones para la educación secundaria se fue cumpliendo, pero no así para la educación primaria, ya que fueron muchos los Ayuntamientos que no abrieron las escuelas previstas, por falta de fondos fundamentalmente o porque no quisieron colaborar, lo que causó una gran incertidumbre en las familias. Finalmente no se produciría el cierre de los colegios religiosos porque el nuevo gobierno de centro-derecha surgido de las elecciones de noviembre de 1933 suspendió la aplicación de la ley.

### La política educativa

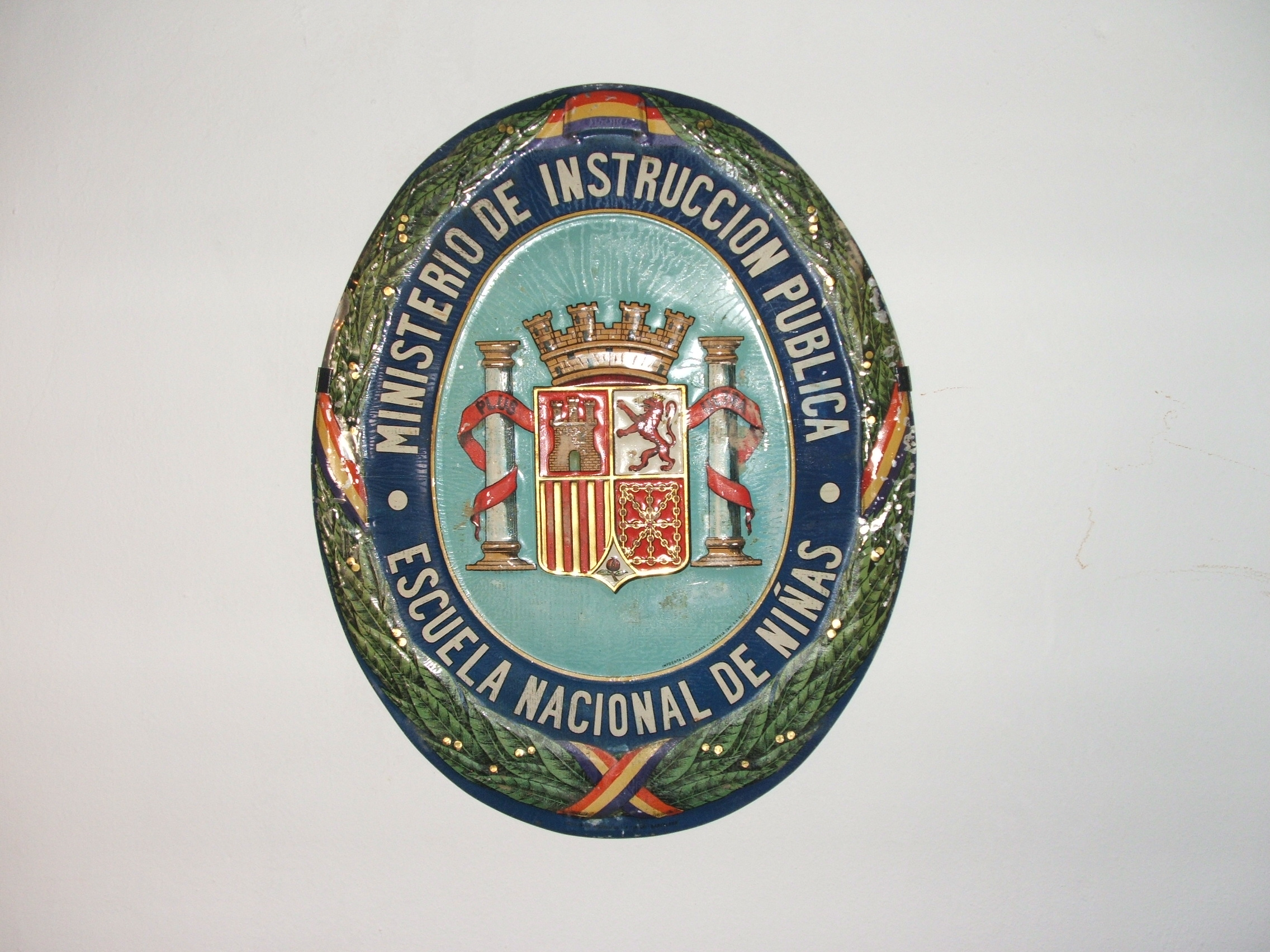
Escudo de una Escuela Nacional de Niñas.

Desde el 14 de abril, una de las prioridades del gobierno provisional había sido ampliar el número de escuelas primarias públicas, para poner fin a una de las lacras de la sociedad española, el todavía elevado analfabetismo (en 1931 las estimaciones oscilaban entre el 30 y el 50% de la población total). Existían unas 35 000 escuelas servidas por una plantilla de 36 680 maestros y maestras, que daban clase a cerca de dos millones de niños. Para atender al más de millón y medio de niños que no iban a la escuela el Estado calculaba que necesitaría construir unas 27 000 nuevas escuelas, a un ritmo de 5000 escuelas nuevas cada año. Así el ministro de Instrucción Pública, el radical-socialista Marcelino Domingo, y el director general de Enseñanza Primaria, el socialista Rodolfo Llopis, pusieron en marcha un ambicioso programa de construcciones escolares, en el que los municipios debían proporcionar los solares y hacerse cargo entre el 25 o 50 % del coste de la construcción, ocupándose del resto el Estado que también pagaría el sueldo de los maestros una vez la escuela comenzara a funcionar (y con un aumento del sueldo de un 15 %). A finales de 1932 el nuevo ministro de Instrucción Pública, el socialista Fernando de los Ríos, comunicó a las Cortes que se habían construido o habilitado casi 10 000 escuelas, y que se esperaban alcanzar las 27 000 necesarias en un plazo de cinco años, con un coste de unos 400 millones de pesetas. Pero este plan no pudo cumplirse por falta de recursos debido a la caída de los ingresos de la Hacienda Pública a causa de la depresión económica y a la política de equilibrio presupuestario decidida por el gobierno, lo que por otro lado hacía más difícil cumplir con la Ley de Congregaciones que había establecido el cierre de los colegios religiosos.

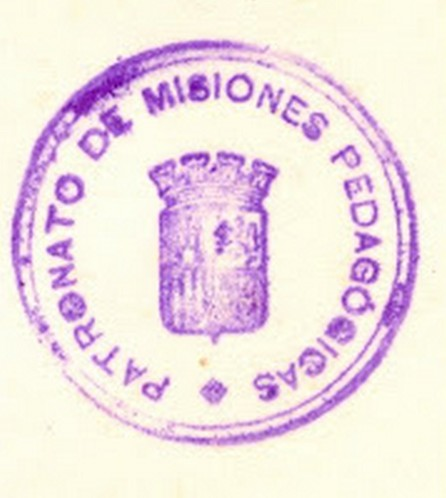
Sello del Patronato de las Misiones Pedagógicas.

Y no solo existía el problema presupuestario sino la falta de colaboración de los ayuntamiento gobernados por la derecha monárquica y católica que no ofrecían ni solares ni locales para las nuevas escuelas (por ejemplo Guipúzcoa donde se calculaba que se necesitarían 355 nuevas escuelas, los ayuntamientos solo habían ofrecido 56). Además en muchas localidades rurales los padres se negaban a la coeducación y reclamaban clases separadas para niños y para niñas. Y cuando fueron retirados los crucifijos que colgaban de las paredes de las clases, muchas familias respondieron haciendo que sus hijos llevaran grandes crucifijos, o intentaron forzar a los maestros a que asistieran a misa.
En el verano de 1933 la República puso en marcha «el más notable de sus experimentos» educativos: las misiones pedagógicas. Era una iniciativa del crítico de arte Manuel Bartolomé Cossío, ligado a la Institución Libre de Enseñanza, que quería llevar «el aliento del progreso» a los pueblos más aislados y atrasados de España. Así profesores y estudiantes, la mayoría de ellos de la Universidad de Madrid, se fueron a las aldeas con reproducciones de pinturas célebres y con discos y películas, y sobre escenarios improvisados representaban obras de teatro de Lope de Vega y de Calderón de la Barca. Asimismo llevaban libros y medicinas y ayudaban a construir escuelas. En este proyecto también participó el grupo teatral La Barraca, creado por Federico García Lorca.

### Los obstáculos a las reformas

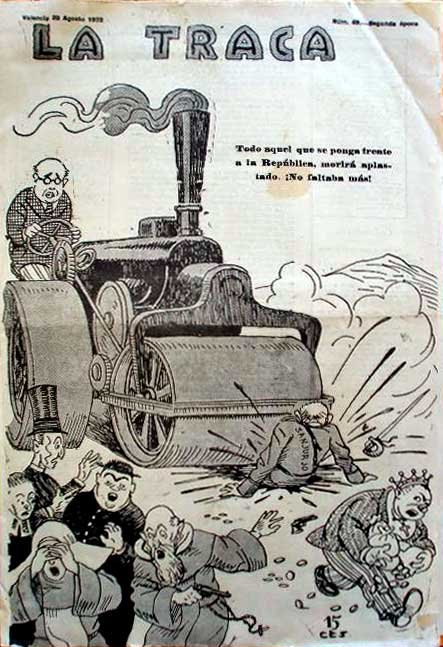
Portada del semanario satírico republicano La Traca del 20 de abril de 1932 en la que aparece Manuel Azaña conduciendo una apisonadora con la que va a acabar con los enemigos de la República. El primer aplastado es el general Sanjurjo. Curas, monjas, frailes, plutócratas y monárquicos huyen despavoridos.

Los obstáculos puestos al proceso reformista de los años 1931-1933 fueron de muy variada naturaleza. Unos provinieron del interior del propio bloque reformista, que creyó contar con más apoyos de los que realmente tenía y que no llegó a alcanzar un acuerdo definitivo sobre los ritmos y el alcance del proceso (los republicanos de izquierda buscaban consolidar la democracia sin cambiar el sistema social, por lo que hacían más hincapié en las reformas políticas; mientras que los socialistas consideraban el sistema democrático como un paso intermedio hacia una sociedad nueva, y concedían más importancia a las reformas sociales). La realidad era que la mayoría tan aplastante de que gozaba la coalición republicano-socialista en las Cortes respondía más a un voto «contra el rey y los dictadores» que un voto por la República, como se demostraría en las siguientes elecciones. El problema fue, pues, que los dirigentes republicanos no fueron conscientes de ello (y tampoco de que sus partidos todavía no habían arraigado profundamente en la sociedad) y gobernaron pensando que las reformas que iban a emprender iban a tener el respaldo aplastante de la sociedad (como aplastante era la mayoría de que disfrutaban en las Cortes). Además, los enemigos de esas reformas, conservaban sólidas posiciones de poder, aun si su presencia en el Parlamento era desdeñable, ya que ni el funcionariado civil ni el militar fueron sometidos a depuración por sus ideas políticas ni por sus servicios a la Dictadura de Primo de Rivera.
Otro obstáculo fue el contexto de depresión económica que, aunque en España tuvo un alcance menor que en otros países europeos, dificultó notablemente las posibilidades de éxito del proyecto reformista. La crisis y el aumento del desempleo explicaría, en buena parte, el notable aumento del número de huelgas y conflictos laborales sobre todo a partir del invierno de 1932-1933 (en la construcción y la agricultura, especialmente). Esto se tradujo en la creciente frustración de un sector importante de la clase obrera decepcionada por los, a su juicio, escasos avances en las mejoras de las condiciones de vida, lo que contribuyó aún más a la extensión y a la radicalización de los conflictos laborales.
Junto con el aumento del paro debido a la crisis económica, ya que no había dinero para financiar obras públicas que hubieran paliado el desempleo, otra de las causas de los conflictos sociales tan extendidos durante el primer bienio fue el incumplimiento patronal de las bases reguladoras del trabajo agrícola y, en general, de la legislación social republicana.

#### La política de orden público
Los gobiernos republicano-socialistas siguieron otorgando a los militares importantes atribuciones sobre el orden público, porque este se convirtió en una obsesión para ellos. Así, el gobierno mantuvo la militarización de la Guardia Civil que continuó siendo el núcleo fundamental de las fuerzas de policía. Solo tras la Sanjurjada se suprimió la Dirección General de la Guardia Civil y pasó a depender del Ministerio de la Gobernación, a través de la nueva Inspección General del Cuerpo, pero al frente de la misma siempre estuvo un militar. Por su parte los nuevos guardias de asalto debían «ser capaces de hacer frente a los desórdenes públicos con medios menos expeditivos que los empleados por la Guardia civil, demasiado proclive a la utilización del fusil y del sable».

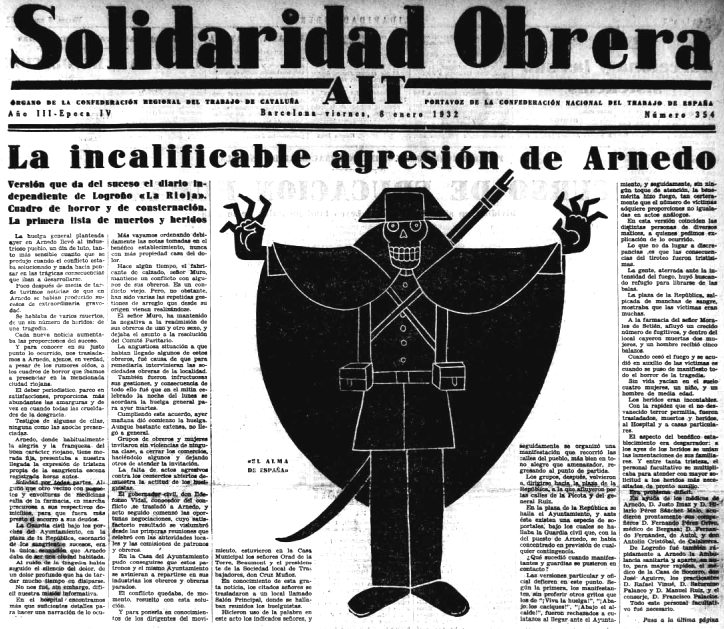
Un agente de la Guardia Civil caracterizado como La Muerte, en una caricatura del periódico anarquista Solidaridad Obrera en respuesta a la actuación de este cuerpo policial durante los sucesos de Arnedo. 8 de enero de 1932.

La obsesión por el orden público y el recurso a las fuerzas militarizadas se pudo comprobar en la «semana trágica» que se inició con los sucesos de Castilblanco el 31 de diciembre de 1931 y se cerró con los sucesos de Arnedo del 5 de enero de 1932. En Castilblanco una muchedumbre se abalanzó sobre un grupo de cuatro guardias civiles que les impedían el paso a la Casa del Pueblo, y los linchó allí mismo con ensañamiento. A los pocos días en Zalamea de la Serena la intervención de la Guardia Civil, en lo que parecía un escarmiento por lo sucedido en Castilblanco, se saldó con la muerte de dos campesinos. El domingo 3 de enero una concentración de obreros en huelga en Épila (Zaragoza) fue disuelta por la Guardia Civil, matando a dos personas e hiriendo a varias más. El lunes 4 de enero, en la localidad valenciana de Jeresa, una manifestación de campesinos, enfrentados a los patronos que no aceptaban las bases de trabajo propuestas, recibió a la Guardia Civil a caballo con insultos y piedras. Hubo una carga de sables y disparos. El resultado fue cuatro muertos y trece heridos, dos de ellos mujeres. Finalmente en la localidad riojana de Arnedo unos obreros en huelga se concentraron en la plaza del pueblo acompañando a sus representantes sindicales para que negociaran con los patronos la readmisión de unos obreros despedidos y la Guardia Civil comenzó a disparar sin mediar ningún tipo de advertencia matando a seis varones y cinco mujeres (entre ellos una madre y su hijo de cuatro años, más una mujer de setenta años) e hiriendo a once mujeres y a diecinueve varones (entre ellos un niño de cinco años a quien tuvieron que apuntar una pierna y varios ancianos) de los cuales cinco quedaron inútiles para el trabajo; un guardia civil fue herido de bala en un pie.
La opinión pública reaccionó indignada y la simpatía que había mostrado hacia la Guardia Civil tras los sucesos de Castilblanco se tornó en hostilidad, porque no era la primera vez que disparaba a quemarropa. En las Cortes los diputados de la oposición pidieron el cese inmediato del director general de la Guardia Civil, el general Sanjurjo. Un mes después el gobierno cedió a la presión y lo sustituyó por el general Miguel Cabanellas, pasando Sanjurjo a dirigir el Cuerpo de Carabineros, lo que Sanjurjo lo interpretó como una desautorización y una degradación por parte del gobierno (cinco meses después encabezaría el primer intento de golpe de Estado para derribar a la República).
En la conversación que mantuvo Sanjurjo con el presidente del Gobierno Manuel Azaña en la que este le comunicó su destitución como director de la Guardia Civil Sanjurjo no habló de las atrocidades cometidas por sus subordinados en Arnedo sino que echó la culpa a los «ayuntamientos socialistas» donde se había metido «lo peor de cada casa», gente «indeseable» que «fomenta el desorden, amedrenta a los propietarios, causa daños en las propiedades y ha de chocar necesariamente con la Guardia civil». Los socialistas, le dijo Sanjurjo a Azaña, no deberían estar en el gobierno «porque su presencia alienta a los que favorecen los desmanes».
El consejo de guerra que el 30 de enero de 1934 juzgó en Burgos al teniente de la Guardia Civil que dio la orden de disparar en Arnedo lo absolvió «del delito de homicidio y lesiones por imprudencia temeraria por falta bastante de prueba para apreciar lo hubiera cometido, existiendo la misma circunstancia respecto a cargos sobre la fuerza de la Guardia Civil a sus órdenes».
Pocos días después de los sucesos de Castilblanco y de Arnedo, el 10 de enero de 1932 tuvo lugar un incidente en Bilbao con motivo de la celebración de un mitin carlista, donde se habían dado gritos de «¡Gora Euskadi!» y «¡Viva España!». A la salida del mitin algunos carlistas comenzaron a disparar contra una concentración de jóvenes socialistas que estaban desfilando delante del local cantando La Internacional. El resultado fueron tres personas muertas y varias heridas, incluyendo a un guardia civil. Tras una investigación el gobierno ordenó la clausura del convento de las Madres Reparadoras (que era un colegio para señoritas), desde donde se habían producido algunos disparos, y en cuyo interior se hallaron rifles y cartuchos. A mediados de abril, una disputa callejera en Pamplona entre jóvenes socialistas y carlistas degeneró en una pelea general, resultando muerto uno de cada bando y ocho heridos por disparos de armas de fuego. En noviembre de 1932 una manifestación improvisada de estudiantes de medicina de la Universidad de Barcelona, que iban a despedir a algunos de sus profesores que marchaban a una conferencia en Francia, fue disuelta por los guardias de asalto alegando que era una manifestación «separatista» ilegal.

### La oposición a las políticas del gobierno «social-azañista»

#### Los monárquicos: la «Sanjurjada»
El primer intento serio, no de frenar, sino de acabar con las reformas emprendidas por el gobierno republicano-socialista de Azaña provino de los monárquicos alfonsinos, grupo integrado fundamentalmente por una parte importante de las elites conservadoras de la Monarquía de Alfonso XIII, que buscaban su restauración mediante un golpe de Estado militar. Los monárquicos a los pocos meses de proclamada la República crearon la Sociedad Cultural de Acción Española para la difusión de las ideas monárquicas más conservadoras, y a partir de mediados de diciembre de ese mismo año la revista Acción Española, inspirada en Action française, el órgano de expresión del movimiento autoritario fundado por Charles Maurras. En la revista, financiada por destacados monárquicos como el marqués de Quintanar, participaron intelectuales monárquicos como Eugenio Vegas Latapie, Ramiro de Maeztu o el carlista Víctor Pradera. Todos estos monárquicos fundamentalistas tuvieron una participación destacada en Acción Nacional.

Bandera del Requeté carlista.

Los monárquicos alfonsinos, a diferencia de los carlistas cuya Comunión Tradicionalista seguía creciendo y organizando sus milicias de requetés, no se propusieron formar un movimiento de masas sino que actuaron en tres frentes: el cultural, actualizando el discurso tradicionalista y conservador por medio de los intelectuales agrupados en torno a la revista Acción Española; el político, fundando un partido propio, llamado Renovación Española, que intentará formar un frente antirrepublicano con el naciente fascismo español, los carlistas y el sector menos «accidentalista» de la CEDA; y sobre todo el insurreccional, buscando la colaboración de los sectores del Ejército español que se mantenían fieles a la Monarquía (a pesar de haber jurado fidelidad a la República) y de aquellos otros descontentos por las reformas militares de Azaña.
La primera conspiración militar para restaurar la monarquía había tenido lugar en el verano de 1931 y había estado protagonizada por los generales Luis Orgaz, José Cavalcanti, Miguel Ponte y Emilio Barrera, que contaron con la ayuda financiera de algunos aristócratas exiliados, como el duque de Alba, y de antiguos colaboradores de la Dictadura de Primo de Rivera como el marqués de Quintanar y el conde de Vallellano. También estaba involucrado el director del diario madrileño Informaciones, Juan Pujol, agente del millonario Juan March. La conspiración fue descubierta por el gobierno y el general Orgaz fue desterrado a Canarias.
Más tarde el general Miguel Ponte desde Francia reconstruyó la trama conspirativa, contando con el grupo de exministros de la Monarquía y de la Dictadura que vivían exiliados en Biarritz (Juan de la Cierva, José Calvo Sotelo y Eduardo Aunós). Esta vez buscaron apoyos exteriores y el general Ponte acompañado del aviador Juan Antonio Ansaldo, se entrevistó en Roma con Italo Balbo, uno de los jerarcas del régimen fascista italiano, que al parecer les prometió armas y municiones para los conjurados.

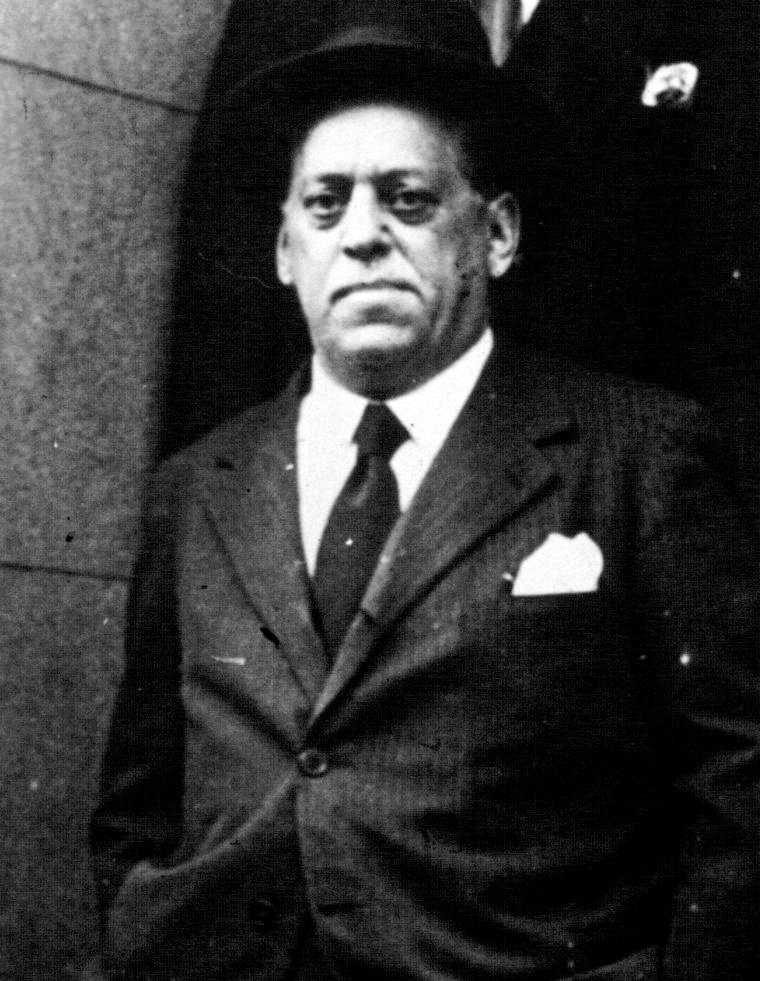
El general Sanjurjo durante su juicio en 1932.

Al mismo tiempo que se organizaba la conspiración dirigida por el general Ponte, un grupo de exmonárquicos encabezados por Manuel de Burgos y Mazo y Melquíades Álvarez buscaban apoyos para «rectificar» el rumbo que estaba tomando la República que ellos creían que se orientaba «irremediablemente» hacia la anarquía. El objetivo era sustituir al gobierno de Azaña por otro de republicanos moderados. Para encabezar el movimiento pensaron en el general José Sanjurjo, un militar de gran popularidad pues había sido director de la Guardia Civil en el momento de la proclamación de la República, aunque este al principio no mostró mucho interés. Pero su opinión cambió cuando en enero de 1932 fue destituido de su puesto de director de la Guardia Civil, a raíz de los sucesos de Arnedo, y nombrado director general de Carabineros, un cargo de menor relieve. Sanjurjo lo consideró un castigo y a comienzos del verano de 1932 se incorporó a la Junta militar golpista que presidía desde hacía unos meses el general Barrera.
Entre los que le animaron a encabezar el pronunciamiento también estaban los dirigentes carlistas Fal Conde y el conde de Rodezno. Y entre sus colaboradores militares figuraban un cierto número de oficiales antirrepublicanos que iban a jugar papeles importantes en el golpe de Estado de julio de 1936: los generales González Carrasco y Ponte; los coroneles Valera, Martín Alonso, Valentín Galarza y Heli Rolando de Tella (el general Franco también estaba comprometido pero en el último momento se retiró de la conjura). Sin embargo, finalmente la Comunión Tradicionalista no se adhirió a la sublevación y no puso al servicio de la misma el Requeté, la milicia armada carlista que recibía preparación e instrucción militar.
El golpe estaba mal organizado y la policía estaba sobre la pista de la trama comprometida con el mismo. El 15 de junio de 1932 fue detenido el general Luis Orgaz, uno de los principales conspiradores y a principios de agosto de 1932 la policía detuvo a miembros de los grupos civiles que iban a apoyar el golpe militar, entre ellos varios dirigentes del partido alfonsino radical Partido Nacionalista Español, cuyo líder José María Albiñana ya había sido confinado en mayo en Las Hurdes.
El golpe, finalmente, tuvo lugar el 10 de agosto de 1932. En Madrid un grupo de militares y civiles armados al mando de los generales Barrera y Cavalcanti intentaron tomar el Ministerio de la Guerra, donde se encontraba Azaña, pero varias unidades de la Guardia Civil y de Asalto sofocaron la rebelión, en la que murieron nueve sublevados y varios fueron heridos. El general Barrera voló a Pamplona para intentar convencer a los carlistas para que se sumaran, pero al no lograrlo se refugió en Francia. El general González Carrasco, que no consiguió sublevar a la guarnición de Granada, también huyó a Francia.
En Sevilla, en cambio, donde el general Sanjurjo había situado su cuartel general, sí que consiguió que la guarnición apoyara el golpe y se declaró el estado de guerra, aunque Sanjurjo mantuvo las tropas acuarteladas. Publicó un manifiesto en el que anunciaba que no se sublevaba contra la República como tal (lo que decepcionó a parte de los monárquicos que le habían apoyado), sino contra las actuales Cortes «ilegítimas», convocadas por un «régimen de terror», y que habían llevado a España al borde de «la ruina, la iniquidad y la desmembración». Inmediatamente los sindicatos convocaron una huelga general en la ciudad y ante la falta de apoyo de otras guarniciones el general Sanjurjo huyó en dirección a Portugal, pero fue detenido en Huelva cerca de la frontera.

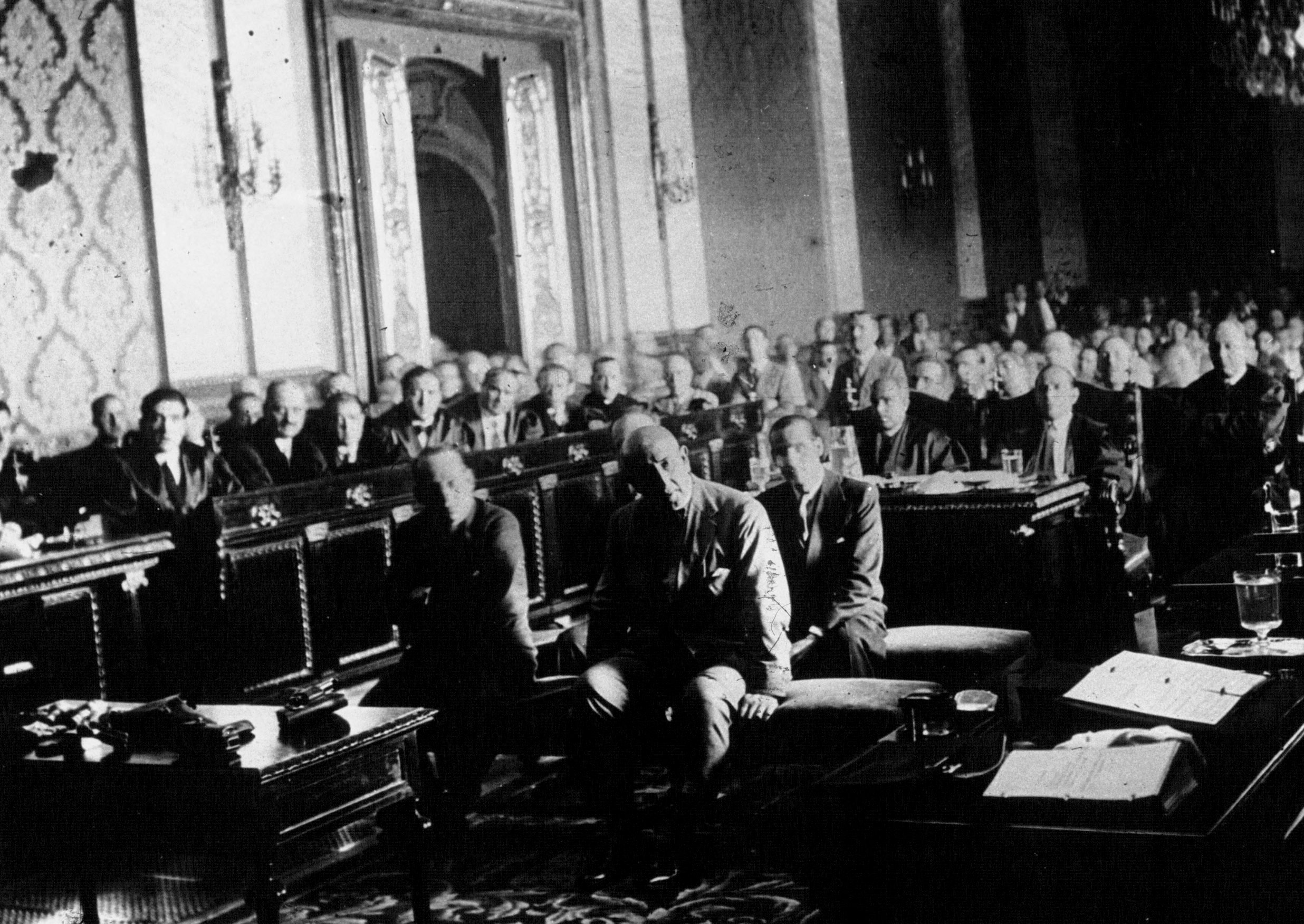
Sanjurjo con otros oficiales siendo juzgado en el tribunal en 1932.

Sanjurjo fue condenado a muerte por un consejo de guerra, aunque la pena fue conmutada por la de cadena perpetua por un decreto del presidente de la República. Manuel Azaña escribió en su diario del 25 de agosto de 1932: «Más ejemplar escarmiento es Sanjurjo fracasado, vivo en presidio, que Sanjurjo glorificado, muerto». En cambio el ministro de la Gobernación Santiago Casares Quiroga se opuso a la conmutación de la pena de muerte porque «rompe la firmeza del Gobierno, alienta a los conspiradores, y nos impide ser rigurosos con los extremistas».
Tras un tiempo en el penal de El Dueso, Sanjurjo fue amnistiado en abril de 1934 por el gobierno de Alejandro Lerroux y se refugió en Portugal. Sobre los militares y los civiles monárquicos que habían participado o habían apoyado el golpe cayeron casi todas las medidas represivas previstas por la Ley de Defensa de la República: 145 jefes y oficiales fueron detenidos y deportados a Villa Cisneros en la colonia española del Sahara español, como se había hecho con 104 anarquistas unos meses antes con motivo de la insurrección anarquista del Alto Llobregat; sus más destacados órganos de prensa, el diario ABC y la revista Acción Española fueron suspendidos; muchas sedes políticas y culturales fueron clausuradas; las propiedades de la nobleza «grande de España» —acusada de financiar el golpe— fueron expropiadas sin indemnización de sus tierras por una ley aprobada por el Parlamento, etc.
El gobierno sospechaba que Alejandro Lerroux había estado implicado o al menos había tenido conocimiento de la conspiración, por los diversos contactos que mantuvo en los días anteriores con algunos de sus organizadores, el general Sanjurjo incluido. Incluso se creía que le habían propuesto presidir el gobierno si el golpe triunfaba. La sospecha se alimentó después cuando Lerroux a los pocos meses de presidir el gobierno tras las elecciones de noviembre de 1933 amnistió a los implicados en el golpe.
Además del fracaso, los efectos de la «Sanjurjada» fueron los contrarios a lo que se pretendía: el Estatuto de Autonomía de Cataluña y la Ley de Reforma Agraria, cuya aprobación intentaban impedir los golpistas, fueron rápidamente votados favorablemente por las Cortes. Además Azaña hizo importantes cambios en las fuerzas de seguridad y cesó al general Cabanellas, que había tenido contactos con algunos de los conspiradores, como director de la Guardia Civil.
Otra de las consecuencias de la Sanjurjada fue que los monárquicos abandonaron Acción Nacional (que desde marzo había pasado a llamarse Acción Popular) porque esta había decidido optar solo por los cauces legales para oponerse a la política republicana. Así Antonio Goicoechea dimitió de todos sus cargos en Acción Popular y en enero de 1933 fundó el nuevo partido Renovación Española. A partir de ese momento se dedicaron a conspirar y a buscar fondos y apoyos para llevar a cabo una sublevación militar contra la República, además de intentar demostrar la legitimidad de tal sublevación.

#### Los fascistas

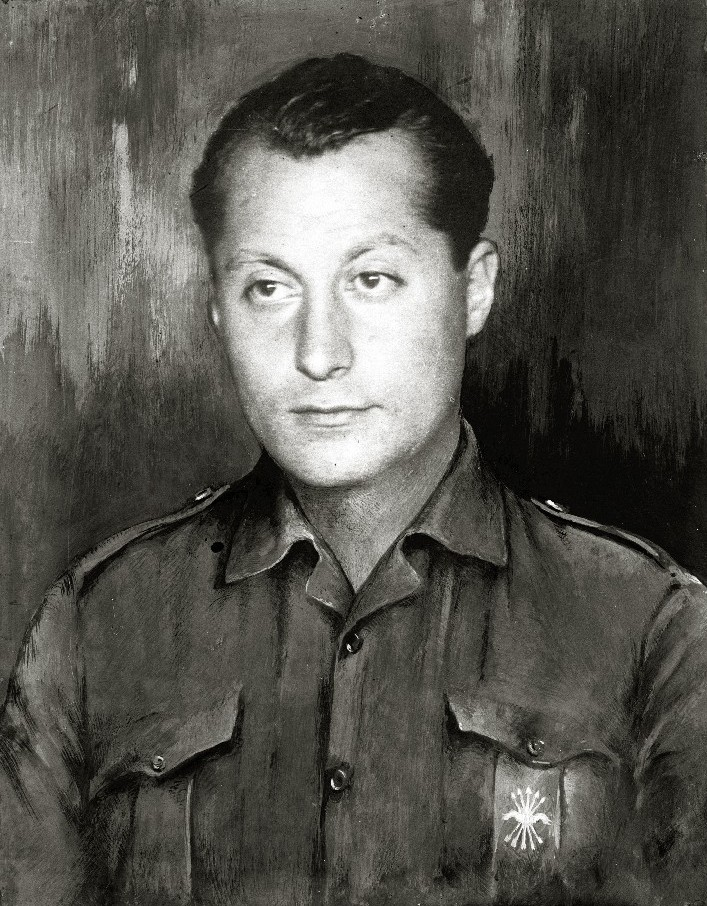
José Antonio Primo de Rivera, fundador de Falange Española.

Tras el fracaso del golpe de Sanjurjo, los monárquicos empezaron a apoyar financieramente a los pequeños grupos fascistas que habían surgido los dos años anteriores, presionándolos para que se unificaran en una única organización. En 1931 Ramiro Ledesma Ramos —joven intelectual, funcionario de Correos y Telégrafos, que había fundado en marzo de 1931 un semanario llamado La Conquista del Estado— y Onésimo Redondo —un abogado ultracatólico de Valladolid— habían fusionado sus respectivos grupos para formar las Juntas de Ofensiva Nacional Sindicalista (JONS—, organizadas en «escuadras» según el modelo de las squadre d'azione del fascismo italiano, que desarrollaron acciones violentas en la universidad contra estudiantes republicanos y contra las sedes y mítines de los partidos y organizaciones de la izquierda. Otro grupúsculo fascista estaba liderado por el abogado José Antonio Primo de Rivera, hijo del dictador general Primo de Rivera, que había fundado junto con el periodista y escritor Rafael Sánchez Mazas y el aviador Julio Ruiz de Alda el Movimiento Español Sindicalista (MES), que los jonsistas consideraban poco «revolucionario». Al MES se sumó el filofascista Frente Español, encabezado por Alfonso García Valdecasas, un antiguo seguidor de José Ortega y Gasset e integrado con él en la Agrupación al Servicio de la República.
El impulso definitivo del grupo del MES lo produjo la firma en agosto de 1933 del llamado Pacto de El Escorial por el que los monárquicos alfonsinos de Renovación Española se comprometieron a financiar al movimiento a cambio de que este adoptara gran parte de sus postulados. Gracias a este pacto el propio José Antonio Primo de Rivera y uno de sus colaboradores, el marqués de Aliseda, fueron incluidos en la candidatura derechista por la provincia de Cádiz en las elecciones de noviembre de 1933, lo que les permitió salir elegidos diputados a Cortes. El 29 de octubre de 1933, en plena campaña electoral, el MES celebró un mitin en el Teatro de la Comedia de Madrid, una especie de refundación del movimiento que pasó a llamarse Falange Española.
A principios de 1934 falangistas y jonsistas se fusionarían en la Falange Española de las JONS, que hasta la primavera de 1936 siguió siendo una organización minúscula, con apenas varios miles de afiliados. Tampoco el sindicato fascista y antimarxista que fundaron con el nombre de Central Obrera Nacional-Sindicalista (CONS) tuvo ningún éxito.

#### Los católicos
La hostilidad de la Iglesia católica y de los sectores que la apoyaban contra la política secularizadora radical emprendida por el gobierno republicano-socialista presidido por Manuel Azaña, dio nacimiento al catolicismo político, que logró construir a partir de Acción Nacional —desde marzo de 1932 llamada Acción Popular— un gran partido de masas que fue la CEDA, aunque esto no se habría producido sin la dirección, el discurso ideológico y los recursos organizativos de la Iglesia católica. Esta confederación de partidos aglutinaba no solo a las oligarquías del antiguo régimen monárquico sino a miles de agricultores medios y pobres dirigidos políticamente por miembros de las clases medias urbanas, que a su vez se sentían perjudicadas por las políticas reformistas de la coalición de izquierda, como determinados sectores profesionales y funcionariales, tanto civiles como militares, o círculos intelectuales vinculados a la tradición conservadora. Todos ellos veían con horror el laicismo del Estado y con miedo el ascenso de la clase obrera. Como ha señalado Santos Juliá:

El nuevo partido católico inició su actividad buscando una confrontación directa con el gobierno en los dos puntos que podían servir para atraer mayor afiliación: los republicanos eran calificados de fríos perseguidores de la Iglesia, y, en consecuencia, enemigos de la Patria, y a los socialistas se les presentaba como enemigos de la propiedad, de la familia y el orden. Fue así como Acción Popular, y desde su congreso fundacional de febrero y marzo de 1933, la CEDA, lograron una audiencia de masas vinculando la defensa de la religión católica a la lucha por la propiedad como fundamento del orden social

#### La CNT y los anarquistas

Bandera de la CNT-FAI.

La CNT se mantuvo a la expectativa, aunque llena de reservas, durante las primeras semanas de la República «burguesa». Pero esa posición cambió a medida que vio cómo las medidas represivas del gobierno provisional de «plenos poderes» se cebaban con ella (como en los tiempos de la Dictadura de Primo de Rivera) y a medida que se fue promulgando la nueva y prolija legislación laboral (especialmente los «jurados Mixtos» que les recordaba demasiado a los comités paritarios de la Dictadura durante la cual la CNT había sido ferozmente perseguida) que intentaba imponer el modelo sindical «corporativo» de UGT por la vía del decreto, y que la CNT consideró como un intento de restarle influencia sobre la clase obrera (y contrario a la «acción directa» que ella defendía) y como una traición a la verdadera revolución social.
Los conflictos en las ciudades tuvieron características diferentes a los del mundo rural. Muchos de ellos fueron «por el control de trabajo disponible, por el reparto del espacio sindical, que en un momento de crisis, al convertirse los sindicatos en centros de colocación, va unido a lo anterior, y la confrontación en torno al entramado corporativo». Manuel Azaña escribió en sus diarios sobre esta «guerra civil» entre las dos prácticas sindicales, «acaso la realidad política más vigorosa de España en estos momentos».
Como ha señalado Santos Juliá:

Para la CNT, la UGT no hacía más que la política de los burguesía entre la clase obrera, garantizando la sumisión de los trabajadores, aniquilando las fuentes de su rebeldía y conduciéndola a un sometimiento al Estado y a la clase burguesa. A esa política se oponía su tradicional forma de confrontación directa con los patronos, llamando continuamente a la huelga sin recurrir a la mediación de organismos gubernamentales [los «comités paritarios» de la Dictadura, o los «jurados mixtos» de la República], y de movilización de la clase obrera en una permanente gimnasia revolucionaria que conduciría al derrocamiento del Estado y a la revolución social entendida como sindicalización de la economía y liquidación de la política.

Esta política de confrontación con la República también tuvo repercusiones internas en la CNT porque reforzó a la tendencia propiamente anarquista —identificada con la Federación Anarquista Ibérica, FAI— frente a la tendencia sindicalista, que lideraban Juan Peiró y Ángel Pestaña, que llegarán a difundir sus tesis contrarias al insurreccionalismo en un manifiesto llamado «de los Treinta» en agosto de 1931. Muchos de estos «treintistas» serán expulsados de la CNT a lo largo de 1932. La escisión se consumará en febrero de 1933, poco después del fracaso de la insurrección anarquista del mes anterior cuyo hecho más destacado habían sido los Sucesos de Casas Viejas, con la fundación de la Federación Sindicalista Libertaria con Pestaña como secretario general. Pestaña acabará rompiendo con los «treintistas» «posibilistas» de Peiró, que no rechazaban mantener relaciones con la FAI aunque en el campo estrictamente sindical, y fundará el Partido Sindicalista, poniendo fin así a uno de los postulados básicos del «apoliticismo» anarquista.
La primera muestra importante de la política de confrontación de la CNT fue la convocatoria de una huelga de los empleados de la Compañía Telefónica Nacional de España, una empresa subsidiaria de la norteamericana American Telephone and Telegraph Company, que dio lugar a sangrientos incidentes en Sevilla. La huelga se inició el 4 de julio de 1931 y solo tuvo un seguimiento total en Barcelona y en Sevilla. Los socialistas apoyaron la determinación del Gobierno de mantener el servicio, y en Madrid y en Córdoba trabajadores de la UGT actuaron de esquiroles. La CNT convocó entonces huelgas generales de apoyo a los trabajadores en huelga de Telefónica. El lugar donde tuvieron más éxito fue en Sevilla, que quedó paralizada el día 20 de julio. La respuesta del gobierno fue declarar el estado de guerra dos días después, por lo que las fuerzas militares ocuparon la ciudad llegando a utilizar la artillería contra el local de la CNT donde estaba reunido el comité de huelga. Hubo 30 muertos y 200 heridos. «Los anarquistas descubrieron que una República los podía tratar con la misma severidad que un Gobierno monárquico». En la madrugada del 23 de julio cuatro detenidos murieron en el Parque de María Luisa de Sevilla, en lo que, según Manuel Azaña, tenía «la apariencia de una aplicación de la ley de fugas».
A esta huelga siguieron otras, no solo en las ciudades (como la del metal en Barcelona el 4 de agosto de 1931) sino también en el campo, donde además se produjeron ocupaciones de fincas por jornaleros en demanda de la reforma agraria. Esto culminó en la organización de un movimiento insurreccional en el Alto Llobregat (Cataluña) en enero de 1932.
La insurrección anarquista del Alto Llobregat
La del Alto Llobregat fue la primera de las tres insurrecciones llevadas a cabo por la CNT durante la Segunda República (la segunda fue la Insurrección anarquista de enero de 1933, durante la cual se produjeron los famosos sucesos de Casas Viejas, y la tercera la Insurrección anarquista de diciembre de 1933). Precedida por los sucesos de Castilblanco y los sucesos de Arnedo, comenzó el 19 de enero de 1932 cuando los mineros de la colonia de San Cornelio, en Fígols, iniciaron una huelga y se apoderaron de las armas del somatén y empezaron a patrullar por las calles. Algunos trabajadores más exaltados proclamaron el «comunismo libertario». El motivo eran las duras condiciones de trabajo en las minas, con largas jornadas y falta de seguridad en el fondo de los pozos, y también las expectativas que habían levantado los nuevos derechos de reunión y de asociación que la Constitución de 1931 recién aprobada reconocía. Al día siguiente el conflicto se había extendido a otras localidades del Alto Llobregat como Berga, Sallent, Cardona, Balsareny, Navarclés y Suria, donde pararon las minas y cerraron los comercios. En Manresa los piquetes de trabajadores impedían el acceso a las fábricas y a los talleres. Las líneas telefónicas fueron cortadas. En muchos lugares las banderas republicanas fueron sustituidas por las banderas rojas y negras de la CNT. Ese mismo día un delegado del Comité Regional de la CNT proclamó en Fígols, delante del comité revolucionario creado por los mineros, que «el comunismo libertario había llegado», noticia que se difundió por toda la zona.
Al día siguiente, 21 de enero, Manuel Azaña declaraba ante las Cortes: «A mí no me espanta que haya huelgas… porque es un derecho reconocido por la ley», pero nadie puede ponerse «en actitud de rebeldía contra la República» y frente a los «desmanes» la fuerza militar tenía la obligación de intervenir. Así, el día 22 de enero llegaban a Manresa las primeras unidades militares y el 23 ya habían ocupado todos los pueblos de la zona excepto Fígols, donde entraron el día 24. Los mineros habían volado el polvorín y habían huido por las montañas. El orden fue restablecido y los mineros despedidos.

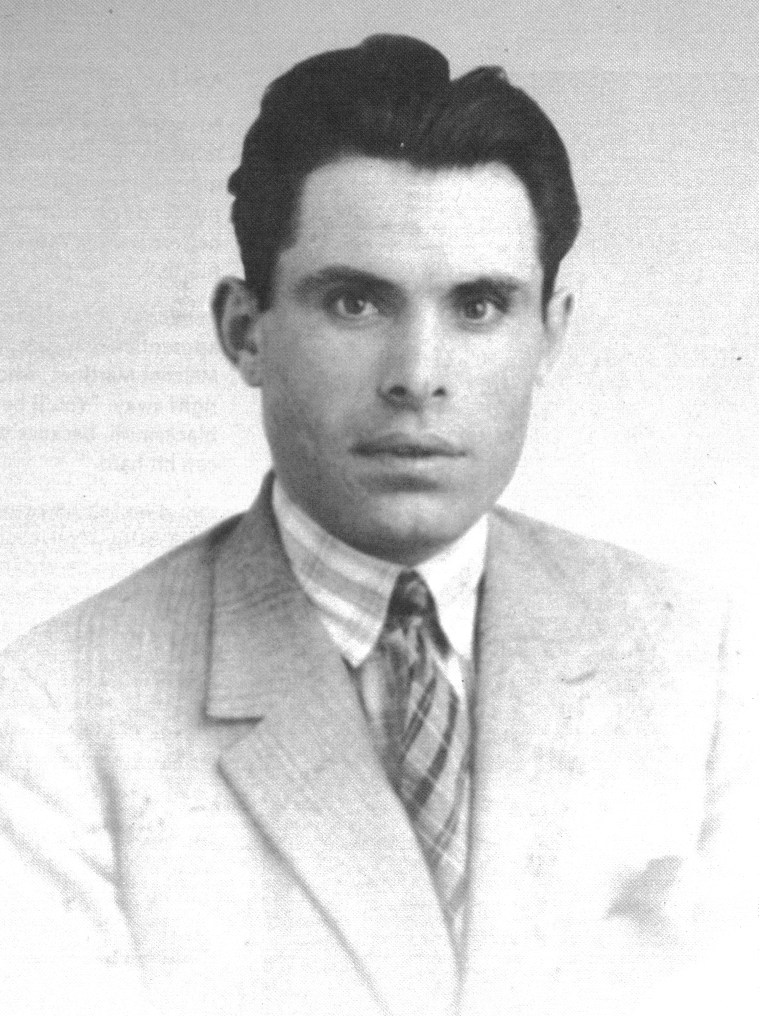
Buenaventura Durruti.

El día 23 cuando ya solo Fígols permanecía en poder de los insurrectos, el Comité Nacional de la CNT acordó «dar la orden de paro en toda España, aceptándola con todas sus consecuencias». Sin embargo solo en algunos pueblos aislados de Valencia y de Aragón la siguieron. En Alcorisa (Teruel) los insurrectos colocaron dos bombas en el cuartel de la Guardia Civil, y en Castel de Cabra, los revoltosos se apoderaron «del Ayuntamiento, destruyeron el Registro fiscal y todos los documentos que había en el archivo de la secretaría municipal», según informó un periódico. Tropas de infantería enviadas desde Barcelona al mando del general Batet y desde Zaragoza acabaron con los disturbios. El día 27 de enero la primera insurrección anarquista contra la República había acabado.
Hubo muchos detenidos y todos los centros de la CNT de las comarcas afectadas fueron cerrados, pero la medida represiva que mayor impacto tuvo fue la decisión del gobierno de aplicar la Ley de Defensa de la República a un centenar de detenidos que fueron deportados a las colonias de África. El 22 de enero, cuando las tropas ocupaban Manresa, en Barcelona eran detenidos varios militantes anarquistas, entre los que se encontraban los hermanos Francisco Ascaso y Domingo Ascaso, Buenaventura Durruti y Tomás Cano Ruiz. Fueron trasladados al buque de vapor Buenos Aires, anclado en el puerto. Cuatro días después ya había más de 200 detenidos en el buque. El día 28 un centenar de los deportados iniciaron una huelga de hambre en señal de protesta y redactaron un manifiesto denunciando su indefensión. Algunos consiguieron salir pero el 10 de febrero el Buenos Aires zarpaba del puerto de Barcelona con 104 detenidos a bordo. Tras recoger a otros detenidos en Cádiz, el barco pasó por Canarias, Fernando Poo y finalmente recaló en Villa Cisneros el 3 de abril. En la travesía algunos de los presos habían enfermado, uno de ellos murió, y otros fueron liberados. Los últimos deportados regresaron a la Península en septiembre. Con este «affaire» de los deportados el enfrentamiento entre la CNT y el gobierno republicano-socialista se radicalizó aún más.
La insurrección anarquista de enero de 1933 y los sucesos de Casas Viejas
Justo un año después de la insurrección del Alto Llobregat se produjo un nuevo movimiento insurreccional anarquista, esta vez general, que provocó graves incidentes en Cataluña, Aragón, Valencia y Andalucía, expeditivamente reprimidos por las fuerzas gubernativas, que causaron numerosos muertos. Los sucesos más graves tuvieron lugar en la aldea de Casas Viejas (Cádiz) donde la intervención de las fuerzas de orden público provocó una matanza.
En la noche del 10 al 11 de enero de 1933 un grupo de campesinos afiliados a la CNT rodearon, armados con escopetas y algunas pistolas, el cuartel de la Guardia Civil de Casas Viejas, donde se encontraban tres guardias y un sargento. Se produjo un intercambio de disparos y el sargento y un guardia resultaron gravemente heridos —el primero moriría al día siguiente; el segundo dos días después—.

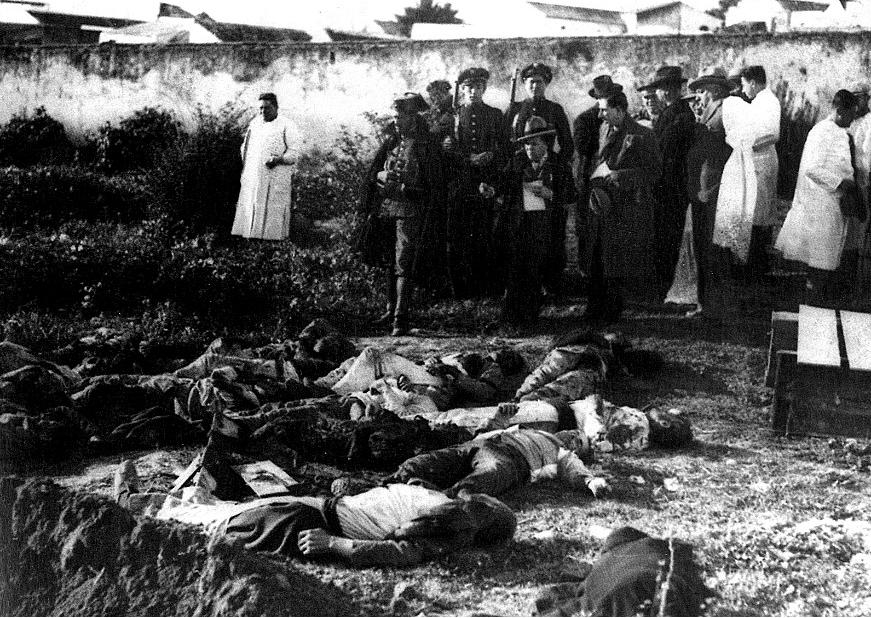
Fotografía tomada poco después de producirse los sucesos de Casas Viejas. Se pueden ver los cadáveres de los campesinos todavía sin enterrar.

A las dos de la tarde del 11 de enero, un grupo de doce guardias civiles al mando de un sargento llegaron a Casas Viejas, liberaron a los compañeros que quedaban en el cuartel y ocuparon el pueblo. Tres horas después un segundo grupo de fuerzas de orden público, compuesto por cuatro guardias civiles y doce guardias de asalto mandados por un teniente, comenzó a detener a los presuntos responsables del ataque al cuartel, dos de los cuales, después de ser golpeados, acusaron a dos hijos y al yerno de Francisco Cruz Gutiérrez, apodado Seisdedos, un carbonero de setenta y dos años que acudía de vez en cuando a la sede del sindicato de la CNT, y que se habían refugiado en su casa, una choza de barro y piedra. Al intentar forzar la puerta de la casa de Seisdedos, los de dentro empezaron a disparar y un guardia de asalto cayó muerto en la entrada y otro resultó herido. A las diez de la noche, empezó el asalto a la choza sin éxito. Pasada la medianoche, llegó a Casas Viejas una tercera unidad de orden público compuesta por cuarenta guardias de asalto al mando del capitán Rojas, que había recibido la orden del director general de Seguridad en Madrid, Arturo Menéndez, para que se trasladara desde Jerez de la Frontera y acabara con la insurrección, abriendo fuego «sin piedad contra todos los que dispararan contra las tropas». El capitán Rojas dio entonces la orden de disparar con rifles y ametralladoras hacia la choza y después mandó que la incendiaran. Un hombre y una mujer fueron acribillados cuando salieron huyendo del fuego. Seis personas quedaron calcinadas dentro de la choza, entre ellos Seisdedos, sus dos hijos, su yerno y su nuera. La única superviviente fue la nieta de Seisdedos, María Silva Cruz, conocida como «la Libertaria», que logró salvar la vida al salir con un niño en brazos.
Durante la madrugada el capitán Rojas ordenó detener a los militantes cenetistas más destacados del pueblo, dando instrucciones a sus subordinados para que dispararan ante cualquier mínima resistencia. Mataron a un anciano que se negó a abrirles la puerta de su casa y detuvieron a doce personas a las que condujeron esposadas a la choza calcinada de Seisdedos. Les mostraron el cadáver del guardia de asalto muerto y a continuación el capitán Rojas y los guardias los asesinaron a sangre fría. «Poco después abandonaron el pueblo. La masacre había concluido. Diecinueve hombres, dos mujeres y un niño murieron. Tres guardias corrieron la misma suerte. La verdad de los hechos tardó en conocerse, porque las primeras versiones situaban a todos los campesinos muertos en el asalto a la choza de Seisdedos, pero la Segunda República ya tenía su tragedia».
Los hechos fueron utilizados por la oposición para atacar al gobierno —se difundió la falsa noticia de que el propio Azaña había dado la orden de disparar a los guardias—, y aunque pudo superar la crisis, a medio plazo Casas Viejas le sería enormemente perjudicial.

### La crisis de la coalición republicano-socialista y el fin del gobierno de Azaña

#### Las presiones externas e internas al gobierno de Azaña
En el otoño de 1932 el Gobierno de Azaña alcanzó su máximo prestigio. Había contenido a la oposición anarquista y derrotado sin dificultades la sublevación militar monárquica de agosto. La UGT apoyaba al gobierno a pesar de la impaciencia de parte de sus afiliados más exaltados y de la creciente influencia sobre las masas de la CNT. La República había iniciado la reforma del ejército, la construcción de escuelas públicas, y un programa de grandes obras públicas. Finalmente, había logrado la aprobación de una ley de reforma agraria y concedido un Estatuto de autonomía a Cataluña.
Sin embargo, en 1933 el Gobierno de Azaña sucumbió a las presiones externas e internas. El declive empezó con la insurrección anarquista, que desembocó en la matanza de Casas Viejas y minó la credibilidad republicana. Confluyeron las malas noticias sobre la economía y el paro con la ofensiva de las organizaciones patronales contra el sistema corporativo de los jurados mixtos, la irrupción del catolicismo como movimiento político de masas y el acoso del Partido Republicano Radical. «En septiembre de 1933, como consecuencia de todo ello y de que Azaña perdió la confianza de Alcalá Zamora, los republicanos de izquierda y los socialistas ya no estaban en el gobierno».
Una de las puntas de lanza de acoso al gobierno fue el Partido Republicano Radical, que había abandonado la coalición republicano-socialista en diciembre de 1931 al haberse decantado Azaña por la alianza con los socialistas en lugar de con ellos. La oposición de los radicales a la continuidad en el gobierno de los socialistas, una vez aprobada la Constitución de 1931, radicaba fundamentalmente en que una parte importante de su base social la constituían las clases medias urbanas y rurales, comerciantes, tenderos y pequeños empresarios que rechazaban las reformas sociolaborales aprobadas por el socialista Francisco Largo Caballero, ministro de Trabajo. Dado el conglomerado interclasista que lo constituía, su propaganda se dirigía a «todos los españoles». Alejandro Lerroux se convirtió así en portavoz de todos aquellos que odiaban a los socialistas, a los que llegó a acusar en una ocasión de estar ejerciendo «una especie de dictadura», y presionó a Niceto Alcalá Zamora para que le retirara su apoyo al gobierno de Azaña. «Que se fueran los socialistas se convirtió en el grito unánime de empresarios y patronos en la primavera y verano de 1933, cuando la crisis económica y el paro llegaban a su punto más alto y la CNT centraba sus huelgas y movilizaciones contra los jurados mixtos».
Las protestas patronales culminaron en julio de 1933 cuando se celebró en Madrid una Magna Asamblea Nacional de todas las organizaciones empresariales más importantes: la Confederación Gremial, la Confederación Patronal y la Unión Económica. Allí volvieron a exigir la modificación de la composición de los jurados mixtos. Por su parte la Confederación Española Patronal Agrícola acusaba a los socialistas y a su política en el Ministerio de Trabajo de haber trasladado de la ciudad al campo «la odiosa lucha de clases», además de solicitar la revisión de la Ley de Reforma Agraria por «antijurídica y antieconómica».
Un revés para el gobierno y un signo de que la coalición gobernante estaba perdiendo apoyos fueron las elecciones municipales parciales celebradas en abril de 1933, en las que se eligieron los 2500 ayuntamientos que habían sido designados en abril de 1931 por el artículo 29 de la antigua Ley electoral de 1907, que decía que si solo se presentaba una única candidatura esta era proclamada ganadora y no hacía falta votar, y que desde entonces habían sido gobernados por comisiones gestoras. Los concejales republicanos duplicaron en número a los monárquicos pero el porcentaje de estos últimos (4954 sobre unos 15 000) resultó relativamente alto. Solo representaban el 2% de los electores de toda España, pero los resultados ofrecieron un avance sustancial de la CEDA y del Partido Radical, y un retroceso de los republicanos de izquierda y de los socialistas.
Pero el punto clave de la ruptura de la coalición no fueron las presiones «externas» o la pérdida de apoyos sino el intenso debate interno que vivió el socialismo español sobre la conveniencia de mantenerse en el gobierno. En el XIII Congreso del PSOE en octubre de 1932 y en el de UGT los dos sectores del socialismo (los encabezados por Indalecio Prieto y por Francisco Largo Caballero, respectivamente) decidieron continuar con la colaboración con los republicanos de izquierda con el objetivo de consolidar las reformas y de avanzar más por esa senda. Pero la colaboración se mantuvo con ciertas reservas porque crecía el descontento de las bases socialistas en el campo, desilusionadas por el alcance y los ritmos de la reforma agraria, y había habido ya sangrientos enfrentamientos como los Sucesos de Castilblanco (Badajoz) o los Sucesos de Arnedo (Logroño) entre jornaleros de la FNTT-UGT y la Guardia Civil, que estaba a las órdenes de un gobierno donde había tres ministros socialistas. En las ciudades la crisis económica se agudizaba, aumentaba el paro y las patronales radicalizaban su oposición a la normativa sociolaboral. Todo ello acentuó la brecha entre las bases socialistas y «su» gobierno. Por otro lado, los dirigentes de UGT observaron el crecimiento más rápido de sus rivales de la CNT y lo atribuyeron al hecho de que estos no se habían comprometido colaborando con un Gobierno «burgués».
Los sucesos de Casas Viejas fueron los que terminaron de hacer prevalecer entre los socialistas la idea de que había llegado el momento de abandonar la alianza con la burguesía republicana. Incluso el sector encabezado por Prieto, hasta entonces el más firme partidario de la colaboración con los republicanos, llegó a defender a partir de marzo de 1933 la salida pactada de los socialistas del Ejecutivo y la formación de un gobierno de «concentración republicana» con apoyo del PSOE desde fuera. Pero el sector caballerista se opuso alegando que eso abriría el paso a la derecha y pondría fin al programa de reformas que aún estaba por acabar. Pero era muy difícil que la UGT siguiera comprometida en la consolidación de un régimen que sufría la abierta hostilidad del sindicato rival, CNT, capaz de movilizar a sectores cada vez más amplios de obreros y campesinos.

#### El fin del gobierno de Azaña
La presión de los católicos de la recién creada CEDA sobre la Presidencia de la República con motivo del debate de la Ley de Congregaciones provocó en junio de 1933 la primera crisis del gobierno de Azaña. El presidente Alcalá Zamora, católico, esperó hasta el último día del plazo legal para sancionar la Ley de Congregaciones, aprobada por las Cortes el 17 de mayo pero no promulgada hasta el 2 de junio. Al día siguiente Alcalá Zamora le retiró su confianza al gobierno de Azaña y este tuvo que dimitir. El presidente de la República estaba convencido de que la opinión pública se estaba inclinando hacia la derecha.
Sin embargo, Alcalá Zamora no tuvo más remedio que volver a nombrar a Azaña porque no encontró ningún otro candidato que pudiera obtener el respaldo de la mayoría de los diputados. Así, el 13 de junio se formó el tercer gobierno de Azaña, con una composición muy similar al segundo (los socialistas mantuvieron a sus tres ministros) aunque amplió su respaldo parlamentario al incluir un ministro del Partido Republicano Democrático Federal, José Franchy Roca, nuevo ministro de Industria y Comercio, y a Lluís Companys, de la Esquerra Republicana de Cataluña, como ministro de Marina.
Pero a partir de ese momento el gobierno fue perdiendo apoyos porque continuaba la crisis de los radical-socialistas, divididos entre los seguidores de Félix Gordon Ordás, que se oponían a la presencia de los socialistas en el gobierno, y los que lideraban Marcelino Domingo y Álvaro de Albornoz, partidarios de su continuidad.
La nueva oportunidad para destituir a Azaña se le presentó a Alcalá-Zamora a principios de septiembre de 1933. Se habían celebrado el día 3 las elecciones de los quince miembros del Tribunal de Garantías Constitucionales que les correspondía nombrar a los ayuntamientos, y durante las mismas los partidos de oposición, CEDA y Partido Radical se movilizaron y consiguieron seis y cuatro puestos respectivamente, mientras que los republicano-socialistas solo obtuvieron cinco. Azaña buscó el voto de confianza de las Cortes y lo ganó pero al día siguiente, 7 de septiembre, el presidente le retiró la suya por segunda vez y Azaña tuvo que dimitir.

## Los gobiernos de Lerroux y de Martínez Barrio (septiembre-noviembre de 1933)
El 8 de septiembre de 1933 Alcalá Zamora encargó la formación del nuevo gobierno a Alejandro Lerroux, líder del Partido Republicano Radical, para que restableciera la «fraternal inteligencia entre todas las facciones republicanas».
Su primera intención fue seguir las instrucciones del presidente de la República, pero ante el rechazo a participar del Partido Republicano Radical-Socialista, se decantó por la formación de un gobierno de notables para lo que contactó con personalidades como Felipe Sánchez Román, José Ortega y Gasset y Salvador de Madariaga. Pero esta alternativa, que recordaba a los gobiernos del periodo constitucional del reinado de Alfonso XIII, no contó ni con el respaldo de Alcalá Zamora ni de los partidos republicanos de izquierda. Sin embargo, Lerroux consiguió finalmente el apoyo de estos, el partido de Azaña incluido, porque querían evitar la disolución de las Cortes y la convocatoria de elecciones. Así, el 12 de septiembre Lerroux formó un gobierno de «concentración republicana», integrado por siete radicales, cinco republicanos de izquierda y un independiente.

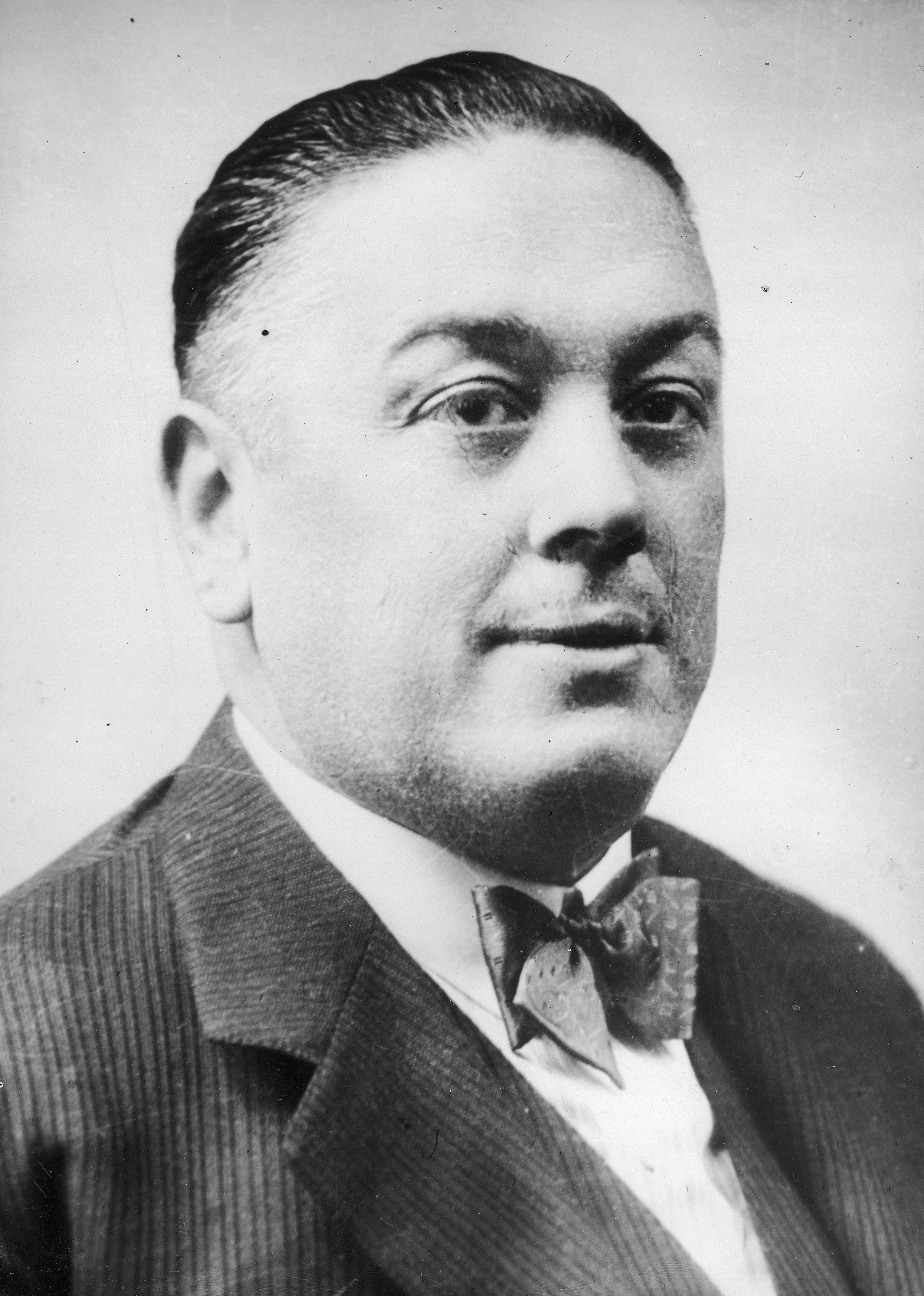
Diego Martínez Barrio.

Pero cuando el 2 de octubre Lerroux presentó su gobierno ante las Cortes dedicó la mayor parte de su intervención a criticar al gobierno anterior de Azaña —este le replicó: «Viene a decir desde el Gobierno a las Cortes lo mismo que dijo en la oposición»— y dio a entender que iba a pedir al presidente de la República el decreto de disolución. Esto es lo que provocó que los republicanos de izquierda, que inicialmente le habían dado su apoyo, se lo retiraran, por lo que Lerroux no obtuvo la confianza de la Cámara. En una de sus intervenciones durante el debate Manuel Azaña advirtió que la República no debería volver a «las costumbres de la Monarquía, en la que se hacía del decreto de disolución el arma triunfal en favor de un partido».
Tras el violento enfrentamiento que Lerroux mantuvo en las Cortes con Azaña —la serpiente, según el líder radical— y con el socialista Indalecio Prieto —el joven león—, lo que le inhabilitó para intentarlo de nuevo, Alcalá Zamora encargó la formación del gobierno al número dos del Partido Republicano Radical, Diego Martínez Barrio, «alguien lo suficientemente acomodaticio, especialmente tras la dura experiencia del independiente Azaña, que le permitiese [al presidente] una mayor participación en los asuntos del Gabinete». Los radical-socialistas pusieron como condición para entrar a formar parte del nuevo gobierno que los socialistas también lo apoyaran. Para ello se reunieron Martínez Barrio, Azaña, y los tres exministros socialistas —Indalecio Prieto, Fernando de los Ríos y Francisco Largo Caballero—, junto con el presidente de las Cortes, el también socialista Julián Besteiro, alcanzándose un principio de acuerdo pero este no se consumó porque los socialistas finalmente se retiraron, perdiéndose así una oportunidad histórica, como observó Besteiro: «ha perdido la República». Martínez Barrio formó un gobierno integrado exclusivamente por republicanos con la única misión de organizar las elecciones que permitieran salir del bloqueo en que se encontraba el parlamento. De esta forma, «un Gobierno encabezado por los radicales organizaría las elecciones generales, aun si Lerroux no era su presidente. Aunque la práctica de las elecciones ostensiblemente amañadas puede haber sido propia de la Restauración, el Gobierno central aún ejercía una formidable influencia electoral». La fecha fijada para la primera vuelta fue el 19 de noviembre y el 3 de diciembre para la segunda. Sería la primera vez en la historia de España, y una de las primeras en la de Europa, en que votarían las mujeres, de las cuales estaban censadas seis millones.